# 鉄道むすめの登場人物
鉄道むすめの登場人物（てつどうむすめのとうじょうじんぶつ）は、トミーテックのトレーディングフィギュア『鉄道むすめ』、およびそのメディアミックス作品に登場する人物の一覧である。

## 概要
製品でモデル化されたキャラクターなどの名前は、駅名や列車名など、彼女らが所属する鉄道事業者にゆかりのものに由来する。氏名の後の〔〕内に名前の由来、その後にキャラクターのプロフィールを記す。なお、メディアミックス作品のオリジナルキャラクターについては一部を除き、この限りではない。
「声」は、ドラマCD、キャラクターソングCD、ニンテンドーDS版ゲーム、電子書籍、イベント、テレビアニメ『RAIL WARS!』（同作でのキャラクター設定についてはリンク先を参照）、『Wake Up, Girls!』における担当声優を表す。
「演」は、ドラマ『鉄道むすめ〜Girls be ambitious!〜』における担当俳優を表す。なお、俳優がドラマ出演当時に所属していたグループは氏名の後の（）内に記す。

## フィギュア製品の登場人物

### vol.1から登場
白河ひばり（しらかわ ひばり）
〔国鉄（現・JR東日本）東北本線白河駅と、同駅に停車していた特急「ひばり」から〕
日本食堂（後の日本レストランエンタプライズ、現・JR東日本フーズ）所属、国鉄時代の食堂車ウェイトレス。1955年7月20日生まれ・蟹座、B型。
東北本線の特急「ひばり」と「はつかり」に乗務していた。後に特急列車の運転士と結婚して姓が「松本」になり、娘・あずさをもうける。
制服は通常版が紺、色違いが水色。Expressにも登場している。
船橋ちとせ（ふなばし ちとせ）
〔小田急小田原線千歳船橋駅の「千歳」「船橋」の前後を入れ替えたもの〕
小田急電鉄所属、新宿管区新宿駅主任（旧・駅員、新宿駅サービス係）。1983年6月10日生まれ・双子座、A型。
石田あいことは同期の親友。以前はサービス係であったが、昇格試験に合格して主任の職を拝命したことで、新たに指導育成業務にも携わっており、戸惑いつつもやりがいを感じている。温泉めぐりが趣味で、最近は寺社仏閣巡りや食べ歩きなど、同じ土地での楽しみ方の幅を広げている。
vol.1・vol.2・Expressでは新宿駅サービス係として登場。鉄道むすめPickUpでは新宿管区主任となり、新制服で登場している。
石田あいこ（いしだ あいこ）
〔小田急線小田原線愛甲石田駅の「愛甲」「石田」の前後を入れ替えたもの〕
小田急電鉄所属、喜多見車掌区特急主任車掌（旧・車掌）。1983年7月9日生まれ・蟹座、A型。
船橋ちとせとは同期の親友。鉄道趣味を持つ弟がおり、共通の趣味を持とうと鉄道への理解を深めた結果、自身も鉄道ファンになった。以前は普通列車の車掌であったが、昇格試験に合格して主任車掌の職を拝命したことで、新たに特急車両への乗務も行なっており、写真撮影など利用客への思い出サービスに注力している。趣味兼特技はカラオケで、セミプロレベルの実力の持ち主。特急車両を通じて子供と接する機会が増えた影響から、歌う曲のレパートリーにアニソンが増えている。
vol.1・vol.2では車掌として登場。小田急電鉄のグッズショップ「TRAINS」では、運転士に昇格した姿の限定運転士バージョンが発売された。鉄道むすめPickUpでは喜多見車掌区主任車掌となり、服装を一新している。
松本あずさ（まつもと あずさ）
〔JR東日本篠ノ井線・大糸線松本駅と、同駅を目的地とする特急「スーパーあずさ」から〕
日本レストランエンタプライズ所属、アテンダント。1986年5月16日生まれ・牡牛座、A型。
白河ひばりの娘。中央本線の特急「スーパーあずさ」や「かいじ」で車内販売を行なっている。普段はおとなしいが、いざというときは「スーパーあずさモード」になって張り切る。母から譲り受けた腕時計を身につけており、門限をきっちり守っている。旅が好きで、「勝沼ぶどう郷」がお気に入りの旅行先。
vol.6までの時点ではシリーズ唯一の眼鏡っ娘であった。なお、製品での眼鏡は透明プラスチックの別パーツとなっている。
辻堂みどり（つじどう みどり）
〔JR東日本東海道本線・湘南新宿ラインの辻堂駅と、グリーン車の「グリーン」の直訳である「緑」から〕
日本レストランエンタプライズ所属、湘南新宿ライングリーンアテンダント。1987年2月13日生まれ・水瓶座、O型。
スキューバダイビングが趣味の、スポーツが好きなお姉さん。優れた記憶力と観察力が自慢。海沿いを走っている東海道線が好きで、藤沢から小田原までの湘南エリアの風景を特に気に入っている。車窓から朝日が拝めることもあって、早朝乗務では特に気合いが入っている。
vol.5ではサブリーダーに昇格した姿で登場している。
平泉つばさ（ひらいずみ つばさ）
声 - 清水愛
〔JR東日本東北本線の平泉駅と、東北新幹線の一系統である山形新幹線「つばさ」から〕
JR東日本テクノハートTESSEI（旧・鉄道整備）所属、東北新幹線コメットスーパーバイザー（旧・コメットクルー。清掃員）。1987年3月3日生まれ・魚座、AB型。
JR東日本所属の新幹線車内と東京駅構内の清掃、利用客への案内業務を担当している。物静かできれい好きな性格をしており、きれいな床を見ると嬉しくなることもあって、自分の職を天職だと自負している。新幹線が大好きであり、趣味で新幹線を可愛く描いたり、E2系を「いーつーさん」、こまちを「こまちさん」などと親しみを込めてさん付けで呼んでいる。vol.2で登場したあおばは双子の姉。
vol.6にも登場している。

### vol.2から登場
門田さくら（もんでん さくら）
声 - 生天目仁美
〔警視庁本部の俗称としてしばしば使われる「桜田門」の漢字の逆読み。本庁の最寄り駅である東京メトロ有楽町線桜田門駅にも由来〕
警視庁所属、地域部鉄道警察隊の警察官。1982年10月17日生まれ・天秤座、A型、身長163cm。
階級は警視庁巡査で、女性旅客の相談係も務める。警察官を多く輩出している家系の出身で、父親は警察署長であり、兄と弟も警察官を勤めている。鋭い勘と洞察力の持ち主で、面倒見がよいお姉さんタイプ。本人は無自覚だが、真面目で規律正しい性格をしており、負けず嫌いな一面もある。「マルス」という名のシェパードを飼っている犬好きで、休日にはよく一緒にランニングをしている仲だが、人懐っこいため番犬には向いていないとのこと。趣味はゲームで、パズル系をよくプレイしている。
Express・vol.5にも登場している。
『RAIL WARS!』の第6話にゲスト出演している。
栗橋みなみ（くりはし みなみ）
声 - 平野綾
〔東武日光線南栗橋駅の「南」「栗橋」の前後を入れ替えたもの〕
東武鉄道所属、駅務係。1985年6月10日生まれ・双子座、B型、身長155cm。
北千住駅の業務を担当している。明るい声で周囲を元気にさせるムードメーカー。癖毛を気にしており、制帽を手で押さえていることが多い。また、舌を出す癖がある。休日に全国の気になる鉄道に乗りに行くのが趣味。鉄道模型TOMIXの東武100系スペーシアを気に入っており、自分でディティールアップを施しているほか、東武N100系スペーシア Xのカスタマイズにも夢中になっている。父親が杉戸工場（2004年閉鎖）に勤める検修係で、幼少時代のある出来事がきっかけで駅務係を目指すこととなった。かわいいキャラクターが好きで、vol.3のシークレットモデルでは、東武鉄道の会員制情報サービス「102@Club」（サービス終了）のマスコットキャラクター・ももんがの「とぶっち」のぬいぐるみを抱えた姿がモデル化された。春日部しあの同僚である栗橋あかなは従姉妹。
vol.3・Expressにも登場し、vol.8では2008年11月から採用された新デザインの夏服で登場している。
埼玉県久喜市の久喜市商工会栗橋支所が町おこしの目的で発足した「栗橋みなみ実行委員会」のイメージキャラクターとして、あかなと共に起用されている。
久慈ありす（くじ ありす）
声 - 藤村歩
〔三陸鉄道リアス線（旧・北リアス線）久慈駅と、三陸鉄道の路線名にも用いられている「リアス」のアナグラムから〕
三陸鉄道所属、運転士。1984年11月3日生まれ・蠍座、AB型、身長165cm。
旧北リアス線区間の乗務を担当している。長い金髪を有する、いたずら好きな性格の持ち主で、サプライズ企画を立てることが得意であり、周りの人たちを楽しい気分にさせるムードメーカー。趣味は写真撮影で、好きな食べ物は地元の海の幸を使った海鮮丼とホヤ。北限の海女を祖母に持ち、自身も素潜りが得意。観光業のために働く祖母の影響で、自身も地元に貢献できる仕事がしたいという思いから、今の仕事に就いた。幼少期のあるトラウマにより、嵐の日は家から出たがらない。岩手県立久慈工業高等学校の卒業生。
vol.3・Expressにも登場し、vol.8ではシークレットモデルで釜石まなと同デザインの制服で登場している。
2010年11月3日に岩手県久慈市の特別住民として登録され、特別住民票が交付されている。
『RAIL WARS!』の第12話にゲスト出演している。
平泉あおば（ひらいずみ あおば）
声 - 下屋則子
〔JR東日本東北本線平泉駅と、東北新幹線で昔使われていた列車名「あおば」から〕
JR東日本テクノハートTESSEI（旧・鉄道整備）所属、コメットスーパーバイザー（旧・コメットクルー）。1987年3月3日生まれ・魚座、AB型。
vol.1で登場したつばさは双子の妹で、同僚でもあり、担当業務も姉と共通している。妹とは対照的に活発な性格だが、きれい好きな点は共通しており、きれいな床を見ると嬉しくなるのも同様。運動能力の高さと機敏な動きが特徴であり、好きなスポーツはテニス。
vol.6ではシークレットモデルとして登場している。

### vol.3から登場
大月みーな（おおつき みーな）
声 - 佐藤利奈 / 演 - 宮澤佐江（AKB48）
〔富士山麓電気鉄道富士急行線大月駅と、富士急ハイランドのアトラクション「トンデミーナ」から〕
富士山麓電気鉄道（旧・富士急行）所属、駅務係。1984年12月24日生まれ・山羊座、AB型、身長155cm。
河口湖駅の業務を担当している。絶叫マシーン（特に富士急ハイランドの）に乗るのが好き。好物はピザで、作るのも得意。趣味は買い物とツーリング、お菓子作り。日本に帰化したイタリア人の祖父を持つクォーター。自分と同じ職場に勤務するようになった元バスガイドの友人、仲良しな客室乗務員と3人で富士急ハイランドなどに行くこともある。富士山が綺麗に見える場所を求めて、「富士山探し」と称した探索に出かけることも多い。
鉄道むすめPickUpでは新制服で登場している。『バスむすめ』vol.1にもシークレットで登場している。
鷹野みゆき（たかの みゆき）
声 - 松来未祐
〔広島電鉄宇品線鷹野橋電停と、御幸橋電停から〕
広島電鉄所属、宮島線運転士（元・車掌）。1987年4月9日生まれ・牡羊座、A型、身長150cm。
かつては車掌を勤めていたが、厳格な先輩の指導を乗り越えながら運転免許を取得し、運転士として活躍している。実家は沿線沿いにあるお好み焼き屋で、小さい頃から店の手伝いをしながら、家の前の路面電車を物心ついた頃から身近に見ながら育った。食べ歩きと大食いが趣味な健啖家であり、大食い大会での優勝や、ジャンボメニューを数軒制覇した経験がある。自身は料理が苦手であったが、特訓を積んだことでお好み焼きはうまく焼けるようになった。子供から大人まで人を楽しませるのが得意。
vol.3では車掌として登場。Expressにも登場し、vol.4では運転士に昇格した姿で登場している。鉄道むすめPickUpでは2025年7月10日からの新制服で登場している。
渋沢あさぎ（しぶさわ あさぎ）
声 - こやまきみこ
〔小田急小田原線渋沢駅と、特急「あさぎり」から〕
小田急レストランシステム所属、ロマンスカー事業グループグランドパーサー（旧・小田急ロマンスカーVSEアテンダント）。1982年8月15日生まれ・獅子座、B型。
仕事中は敏腕だが、普段は恥ずかしがり屋な性格。以前はロマンスカーVSEに乗務していたが、後にグランドパーサーとしてロマンスカーGSEに乗務している。VSEアテンダント時代の経験で得た自信が、社内でも数人しかいないグランドパーサーへの昇進の要因になっており、周囲からも頼りにされている。特急列車に乗務して間もない女性車掌と意気投合しており、休日には一緒にカラオケに行ったり、子供が好む企画を考えたりしている。高校時代はバレー部のアタッカーを務めた経験があり、当時の後輩たちとは今でも親交があり、試合のときには応援に行っている。
vol.3・vol.5ではVSEアテンダントとして登場。鉄道むすめPickUpではグランドパーサーとなり、服装を一新している。
渡瀬きぬ（わたらせ きぬ）
声 - 能登麻美子
〔東武佐野線渡瀬駅と、東武線特急「きぬ」から〕
東武トップツアーズ所属、ステーションコンシェルジュ（旧・浅草駅ステーションアテンダント）。1984年9月3日生まれ・乙女座、A型。
大人しいお嬢様だが、7か国語（vol.4までは5か国語）が話せる外国語の達人で、地元や旅行先に関する知識も豊富。業平橋駅がとうきょうスカイツリー駅としてリニューアルされてからは、これに合わせた新制服を着用して利用客の案内を行なっている。同社には仲の良い車内販売員の友人たち、北千住駅にはグループ会社の駅務係を勤める友人がおり、休日には浅草や日光を訪れて情報収集に励んでいる。スカイツリートレインに乗務して、友人の車内販売員と一緒に業務にあたることもある。
vol.4・鉄道むすめPickUpにも登場している。

### vol.4から登場
外川つくし（とがわ つくし）
声 - 明坂聡美 / 演 - 外岡えりか（アイドリング!!!）
〔銚子電気鉄道線外川駅と、トロッコ客車「澪つくし号」から〕
銚子電気鉄道所属、駅務係。1986年5月1日生まれ・牡牛座、O型、身長155cm。
犬吠駅の業務を担当している。おっとりした性格ののんびり屋で、花と子供が好きな笑顔自慢。地元の名物でもあるぬれ煎餅とたい焼きが好物。特にぬれ煎餅は食べるのも作るのも好きであり、中でも「緑の甘口味」を最も気に入っている。利用客からは「つくしちゃん」と呼ばれながら親しまれている。
vol.4のシークレットではぬれ煎餅を、限定版ではたい焼きを手に持っている。vol.6では夏服、vol.10では旧制服、鉄道むすめPickUpでは新制服でそれぞれ登場している。
ドラマ版では列車待ちの際でも立ったまま居眠りをするほどののんびり屋だが、いざ電車が来るとバリバリと仕事をこなし、通り過ぎるとまた居眠りに更けている。
中山ゆかり（なかやま ゆかり）
声 - 河原木志穂 / 演 - 時東ぁみ
〔京成本線京成中山駅と、ユーカリが丘駅から〕
京成電鉄所属、運転士（元・駅務掛）。1984年1月8日生まれ・山羊座、A型。
主にスカイライナーの運転を担当している。かつては人見知りであったが、駅務掛時代に担当した成田空港駅の業務経験を経て笑顔を浮かべられるようになり、運転士試験合格後も就任当時に築いた接客時の笑顔で利用客に対応することを心掛けている。無口かつ冷静沈着であり、行動に無駄がない一方で家庭的な一面を持ち、「いろんな笑顔を結びたい」という想いから凛とした微笑みで全ての利用客に接している。かつて社内にいた「Mr.京成」の異名を持つ鉄人に憧れつつその座を狙っており、隙間時間を含めて常に勉強に励んでいる。普段はコンタクトレンズを着用しているが、眼鏡を着用することもある。学生時代はバスケットボール部に所属しており、休日には地域のバスケットボールチームで活躍しながら、後輩との1on1による試合で大接戦を繰り広げることもある。野球観戦にも夢中であり、「球場に向かうために乗車する京成バスが連節バスであった日は推しのチームが勝利する」というジンクスを更新している。趣味で寄席を時々訪れて、母親と興行を楽しむこともある。
vol.4・vol.7では駅務掛として登場。vol.7では夏服バージョンで登場し、シークレットでは前述の眼鏡をかけた姿を再現するためのエッチングパーツが同梱されている。鉄道むすめPickUpでは運転士となり、新制服で登場している。
ドラマ版では中山ゆかりを演じた時東自身が「メガネアイドル」という位置付けから、常時眼鏡をかけて出演した。
八木沢まい（やぎさわ まい）
声 - 高橋美佳子 / 演 - 河西智美（AKB48）
〔上田電鉄別所線八木沢駅と、舞田駅から〕
上田電鉄所属、別所温泉駅駅長。1985年8月8日生まれ・獅子座、O型、身長158cm。
別所温泉観光活性化の一環として、観光駅長を務めている。ポニーテールを結んでいる大きな桃色のリボンがトレードマーク。実家は地元・別所温泉の旅館。日本舞踊と剣道が趣味。歴史好きであり、好きな戦国武将は真田幸村。神奈川で車輌メーカーに勤めている従姉妹がいる。自社車両の「まるまど」から眺める景色と、毎年訪れる祭りの季節が好きで、友人に習った写真撮影にも凝っている。
vol.9・鉄道むすめPickUpにも登場している。
布崎あいか（ぬのざき あいか）
〔一畑電車北松江線布崎駅と、秋鹿町駅から〕
一畑電車所属、電車ガイド。1986年10月10日生まれ・天秤座、B型。
電車やバスなどの乗り物と占いが好き。沿線の神社で占ってもらうことも多い。

### vol.5から登場
神前みーこ（こうざき みーこ）
〔和歌山電鐵貴志川線神前駅と、貴志駅の猫の助役ミーコから〕
和歌山電鐵所属、指導運転士。1987年6月27日生まれ・蟹座、B型。
おもちゃ好きで、チョロQとプラレールがお気に入り。趣味は猫じゃらしで猫と遊ぶこと。運転士から指導運転士に昇格してからは後輩の育成に力を入れているが、後輩を猫可愛がりしがちなところがある。仕事の後は貴志駅構内の「たまカフェ」で、魚肉ソーセージを挟んだホットドッグならぬ「ホットキャット」を食するのが日課となっている。猫以外にも可愛い動物を見ることが好きで、休日には特急列車に乗って、パンダに会いに行くこともある。
vol.5・vol.9では運転士として、頭に猫の駅長「たま」を乗せた姿で登場している。鉄道むすめPickUpでは指導運転士となり、後任の猫の駅長「ニタマ」と一緒の姿で登場している。
春日部しあ（かすかべ しあ）
声 - 中原麻衣
〔東武伊勢崎線（東武スカイツリーライン）・野田線（東武アーバンパークライン）春日部駅と、元・乗務車両の東武線特急「スペーシア」から〕
東武トップツアーズ（元・東武商事）所属、スペーシア X GOEN CAFÉスタッフ（元・スペーシア車内販売員）。1987年6月1日生まれ・双子座、A型。
かつてはスペーシアの車内販売業務を担当しており、同業務の終了後は所属企業を転籍し、スペーシア Xのコックピットラウンジ内にあるカフェカウンター「GOEN CAFÉ SPACIA X」の販売業務を担当する従業員となった。歴史ある日光特急のスタッフとしての誇りと、「迅速・丁寧・確実」のモットーを胸に、利用客の素敵な旅と思い出作りを手伝えるよう心掛けながら仕事に勤めている。身だしなみに人一倍気を使っており、仕事の際にはその日の天候や季節に合わせて身に着けるリボンタイやスカーフを選んでおり、制服のシャツののり付けなど洗濯にもこだわっている。学生時代は新体操部に所属しており、身のこなしが軽い。また記憶力に優れ、計算も得意であり、パズル雑誌のナンバープレイスに挑むことを趣味としている。同僚に栗橋みなみの従姉妹・あかながいる。
vol.5・vol.8ではスペーシア車内販売員として登場。鉄道むすめPickUpではスペーシア X GOEN CAFÉスタッフとなり、服装を一新している。
金沢あるみ（かなざわ あるみ）
〔東急車輛横浜製作所（現・総合車両横浜事業所）の所在地である神奈川県横浜市金沢区金沢文庫と、車両素材のアルミニウムから〕
総合車両製作所（旧・東急車輛製造）所属、生産本部技術部車両デザイナー（元・横浜製作所艤装係）。1985年1月27日生まれ・水瓶座、AB型。
細身だが力持ちで、機械いじりが好き。エクササイズが趣味で、体脂肪率が低い。以前は艤装係として、溶接作業の研修に積極的に参加していた。後に生産本部技術部デザインセンターの主任となり、PCによるデスクワークと、タブレット型PCによる現場での確認作業を兼任している。プライベートでは身体を動かすことを兼ねて、他社に勤務する従姉妹や友人たちと共に、剣道や水泳、スタンプラリーなど様々な活動に参加している。
vol.5・vol.7では艤装係として登場。vol.7では溶接作業研修中の姿で登場している。鉄道むすめPickUpでは車両デザイナーとなり、服装を一新している。

### vol.6から登場
朝倉ちはや（あさくら ちはや）
〔西鉄天神大牟田線朝倉街道駅と、貝塚線西鉄千早駅から〕
西日本鉄道所属、車掌。1986年9月22日生まれ・乙女座、A型。
学生時代は生徒会長を務めた経験を持つ。きっちりした性格の持ち主で、時計を見ずに1分を正確に測ることのできる体内時計を有している。
鉄道むすめPickUpにも登場している。
羽田あいる（はねだ あいる）
演 - 遠藤舞（アイドリング!!!）
〔東京モノレール羽田空港線羽田空港第1ビル駅・羽田空港第2ビル駅と、天王洲アイル駅から〕
東京モノレール所属、駅務係。1984年6月30日生まれ・蟹座、A型。
羽田空港第1・第2ビル両駅の業務を担当している。説明上手で、物事を順序立てて説明するのが得意であり、案内用の情報をまとめた自作のファイルを抱えている。vol.8で登場したみなとは妹。
ドラマ版では勤務先が天空橋駅になっており、自作のファイルを作成するまでの経緯が描かれている。
橘らいか（たちばな らいか）
演 - 高梨臨
〔木村裕子のネットアイドル時代の芸名「橘頼香」から〕
鉄道アイドル見習い。1991年8月17日生まれ・獅子座、O型。
東京都内の某女子高の鉄道研究同好会部長（ただし、部員はらいか一人のみ）を務める高校2年生。子供の頃からの鉄道好きで、鉄道アイドルの木村裕子を尊敬しており、彼女に憧れて制服を自作し、この道に進んだ。将来は木村とステージで共演することを夢見ている。
ドラマ版では群馬県高崎市在住で地元の高校に通っており、休日には一番好きな車両である京成スカイライナー（当時のAE100形）を見るため成田空港まで通い詰めている。
米原はるか（まいばら はるか）
〔JR西日本・JR東海米原駅と、特急「はるか」から〕
JR西日本メンテック（旧・ジェイアール西日本メンテック）所属、アズクルー（AZZ CREW イタリア語の「紺碧」を意味する『azzurro』から。清掃員兼案内係）。1989年9月4日生まれ・乙女座、A型。
乗り物好きかつきれい好きで、誰とでもうち解けやすい明るい性格。JR西日本所属の特急列車の車内と新大阪駅構内の清掃、利用客への案内業務を担当している。

### vol.7から登場
井草しいな（いぐさ しいな）
〔西武新宿線上井草駅と、池袋線椎名町駅から〕
西武鉄道所属、車掌。1987年8月3日生まれ・獅子座、A型。
落ち着いた立ち振る舞いをしており、冷静かつ正確な仕事を心がけている。口数は少ないものの、的を射た答えをする。緩やかな笑顔で人を和ませるのが得意。自分を慕う自社の特急アテンダントの仕事の相談によく乗っており、駅ですれ違うことのある工務部の友人からは駅施設の情報について仕入れている。幼少時代からの熱心な野球ファンでもあり、試合日の常務では普段以上の張り切りぶりを見せるほか、同じグループ会社の同志と共に年に数回観戦することもある。幼馴染に他社の駅務係員がおり、玉川上水で待ち合わせてショッピングに出かけることが多い。
vol.10では夏服で登場している。
川口みその（かわぐち みその）
演 - 谷澤恵里香（アイドリング!!!）
〔埼玉高速鉄道線（埼玉スタジアム線）東川口駅と、浦和美園駅から〕
埼玉高速鉄道所属、運転士。1986年3月25日生まれ・牡羊座、O型。
自分の仕事に強い誇りを抱いている熱血系。好きなものはフットサルとコバトンで、制服姿のコバトンを特に気に入っている。
松本あずさ以来2人目の眼鏡っ娘。なお、製品での眼鏡は金属エッチングパーツが同梱されている。PLUS+03ではシークレットとして登場しており、同製品では眼鏡をかけていない。
ドラマ版では運転士になるまでの過程が描かれている。
柏木ゆの（かしわぎ ゆの）
〔函館市電柏木町電停と、湯の川電停から〕
函館市企業局交通部（旧・函館市交通局）所属、箱館ハイカラ號車掌。1989年5月31日生まれ・双子座、O型。
接客好きで、高校卒業後現職に応募した。函館の魅力を伝えられるよう「はこだて検定（函館歴史文化観光検定）」上級合格を目指したことがあり、後に合格を果たしこれを取得している。新選組では島田魁が好き。
鉄道むすめPickUpにも登場している。
姫宮なな（ひめみや なな）
〔東武伊勢崎線（東武スカイツリーライン）姫宮駅と、野田線（東武アーバンパークライン）七里駅・七光台駅から〕
東武鉄道所属、お客さまセンターコミュニケーター（旧・お客さまセンターオペレーター）。1985年3月25日生まれ・牡羊座、A型。
東武鉄道の公式キャラクターであり、『鉄道むすめ』にゲストとして登場している。

### vol.8から登場
和倉ななお（わくら ななお）
〔のと鉄道七尾線和倉温泉駅と、七尾駅から〕
のと鉄道所属、運転士。1988年10月20日生まれ・天秤座、O型。
人と話すことが好きで、他社の様々な女性運転士と親交がある。菓子作りなどの料理が得意で、特にクッキーの絶品さには定評がある。地元穴水町に所在する長谷部神社のお守りを家族からもらっており、常に所持している。
羽田みなと（はねだ みなと）
〔東京モノレール羽田空港線羽田空港第1ビル駅・羽田空港第2ビル駅と、本社所在地の港区から〕
東京モノレール所属、モノレールアテンダント。1986年9月17日生まれ・乙女座、A型。
vol.6で登場したあいるの妹。羽田空港第1・第2ビル両駅で案内役を務めている。耳がよく、大音量下でも特定の音を聞き分けることができる。好きな音楽はジャズで、姉と一緒にコンサートへ行くこともある。
神井みしゃ（かみい みしゃ）
〔西武新宿線上石神井駅から〕
西武鉄道所属、特急アテンダント（旧・TOMONY販売スタッフ）。1992年7月3日生まれ・蟹座、B型。
以前は沿線の高校に通う2年生で、TOMONYにアルバイトで勤務しているうちに鉄道に詳しくなった。卒業後に進学したことを機に特急アテンダントに転身し、沿線の大学に通いながら、特急ラビューやレッドアローに乗務している。TOMONYスタッフ時代からの持ち前の笑顔で社内から太鼓判付きの好感を得ており、車掌や工務部の先輩たちとの交流を増やす中で、先輩たちから聞いている仕事の大変さを自分自身の気を引き締めるための糧にしている。個性豊かな電車たちを仕事で目にする機会が増えたことで、電車への愛着と以前からの鉄道好きにますます磨きがかかっている。
vol.8ではTOMONY販売スタッフとして登場。鉄道むすめPickUpでは特急アテンダントとなり、服装を一新している。
釜石まな（かまいし まな）
声 - 中村繪里子
〔三陸鉄道リアス線（旧・南リアス線）釜石駅と、陸中海岸国立公園（現・三陸復興国立公園）に咲くハマナスから〕
三陸鉄道所属、駅務係。1990年3月6日生まれ・魚座、O型。
盛駅の業務を担当している。18歳のときに姉のまゆりを頼って岩手県から上京し、まゆりが編集長を務める高富出版（架空の出版社）の雑誌『タビィーク』の編集部アシスタントになる。雑誌の取材を通して鉄道が好きになり、三陸鉄道へUターン就職をした。編集部時代に各地を取材に訪れたため、鉄道業界に明るい。先輩や他のスタッフの応援を受けながら、日々勉強に励んでいる。
『鉄道むすめDS』にて編集部アシスタントとして初登場し、ゲームのシーンを基にしたコレクションフィギュアのシークレットモデルとなった。

### vol.9から登場
秋葉みらい（あきば みらい）
〔首都圏新都市鉄道つくばエクスプレス秋葉原駅と、みらい平駅から〕
首都圏新都市鉄道所属、乗務員（元・つくばエクスプレス駅務係）。1989年8月24日生まれ・乙女座、O型。
駅務係時代は秋葉原駅務管理所に配属していた。運転士試験に合格したことで乗務員となり、就任までの間に他社の同業者の友人も増えている。普段は笑顔だが、業務対応時は毅然とした表情になる。家電や電子機器に詳しく、ちょっとした機械修理をこなしたり、突然の機械トラブルにも難なく対応することができる。
vol.9では駅務係として登場。鉄道むすめPickUpでは乗務員となり、新制服で登場している。
青海ゆりか（あおみ ゆりか）
〔ゆりかもめ東京臨海新交通臨海線青海駅と、「ゆりかもめ」から〕
ゆりかもめ所属、駅務係。1989年11月1日生まれ・蠍座、A型。
仕事中に気が付いたことを記録するためのメモ帳を常に携帯している。テニスが得意で、学生時代は都大会に出場した経験がある。声優ファンでもあり、キャラクターソングCDを集めることを趣味としている。
松本あずさ、川口みそのに続く3人目の眼鏡っ娘。製品での眼鏡は金属エッチングパーツが同梱される。
足尾さきえ（あしお さきえ）
〔わたらせ渓谷鐵道わたらせ渓谷線足尾駅と、草木駅から〕
わたらせ渓谷鐵道所属、トロッコ列車車掌。1986年3月29日生まれ・牡羊座、O型。
ガイドも兼任しており、自社線や観光スポットに関する詳しい情報を即座に案内することができる。バランス感覚がよく、走行中の車内でも体勢を崩さない。
東屋あやの（あずまや あやの）
〔キオスクの語源がトルコ語で「東屋」を意味することと、ジョイフルトレインの「彩野」から〕
JR東日本リテールネット（現・JR東日本クロスステーション）所属、キオスク販売スタッフ。1990年12月16日生まれ・射手座、O型。
ラベラーによる値段シール付けの早さに強い自信を持っている。忙しいときほど情熱を燃やす性格で、嬉しいときや頑張ったときにVサインをする癖がある。

### vol.10から登場
但馬みえ（たじま みえ）
〔北近畿タンゴ鉄道宮津線但馬三江駅から〕
北近畿タンゴ鉄道所属、アテンダント。1988年7月16日生まれ・蟹座、A型。
物静かな性格をしており、乗客への落ち着いた案内で好評を博している。日本神話と古文、百人一首に詳しい。競技かるたにも参加しており、小式部内侍の歌の札を必ず取ることにこだわっている。
立川いずみ（たちかわ いずみ）
〔多摩都市モノレール線立川北駅・立川南駅に隣接する立川駅と、泉体育館駅から〕
多摩都市モノレール所属、駅務係。1987年11月27日生まれ・射手座、A型。
子供の目線で話を聞くなど、子供への応対が得意で、迷子の世話もしている。そのときの状況や変化に応じた迅速かつ柔軟な対応、人をうまく立てることに長けており、先輩の駅務助役をサポートしている。立川生まれの立川育ちで、休日は地元で映画鑑賞や買い物を楽しんでいる。スポーツではバドミントン、特にダブルスのプレイが得意で、地元の泉体育館をよく利用している。他社で車掌をしている幼馴染の友人がおり、用事の際は玉川上水をいつもの待ち合わせ場所にしている。
松風かれん（まつかぜ かれん）
〔函館市電松風町電停と、十字街電停の旧副駅名「明治館・赤レンガ倉庫群前」から〕
函館市企業局交通部（旧・函館市交通局）所属、運転士。1986年3月20日生まれ・牡羊座、A型。
透き通った声の持ち主で、学生時代は放送部に所属していた。母親はロシア人。函館の自然と環境に優しい路面電車を愛している。新選組では相馬主計が好き。
中野みわ（なかの みわ）
〔三和警備保障本社所在地の中野と、社名の「三和」から〕
三和警備保障所属、駅構内警備員。1990年3月30日生まれ・牡羊座、O型。
鋭い方向感覚の持ち主で、初めての土地でも迷うことがなく、迷路を解くのも得意。背が低く、子供と間違えられやすいことに悩んでいる。見た目とは裏腹の大きな声で警備活動をこなしている。先輩である佐藤修悦を師匠と呼んでいる。
製品の通常タイプでは電子メガホンを持ち、シークレットタイプではガムテープを使った修悦体で「鉄道むすめ」と表示された看板を持つ。

### PLUS+01から登場
倉敷みずほ（くらしき みずほ）
〔JR西日本山陽新幹線・山陽本線新倉敷駅と、山陽新幹線・九州新幹線の列車名「みずほ」から〕
ジェイアール西日本フードサービスネット所属、新幹線パーサー。7月14日生まれ・蟹座。
スカーフの巻き方に色々と工夫を凝らすなど、おしゃれに敏感な性格。同居している友人がきれい好きなため、いつも身の周りが片付いている。好物はタコ焼きと明太子。
岩瀬ゆうこ（いわせ ゆうこ）
〔富山ライトレール（現・富山地方鉄道）富山港線岩瀬浜駅と、マスコットキャラクター『とれねこ』の「ゆうくん」「ここくん」から〕
富山地方鉄道（旧・富山ライトレール）所属、鉄軌道運転士（元・ポートラムアテンダント）。4月29日生まれ・牡牛座。
富山ライトレール時代に5番目のポートラムアテンダントとして入社し、富山地方鉄道との合併後に甲種・乙種電気車運転免許を取得したことで鉄軌道運転士になった。大家族の末っ子として生まれ、家族愛に恵まれて育ったことから、周囲にとても優しい性格になった。介護福祉士の資格を持っており、介護職に勤めていた経験がある。ネコが好きであり、ネコの言葉が分かるようで、同県の鉄道事業者にいるネコ好きの友人と共にネコの小物集めにはまっている。
PLUS+01・鉄道むすめPickUp（通算2回目）ではポートラムアテンダントとして登場。2回目はMATSUDA98が描き下ろしたラッピング電車用のイラストで再登場している。3回目は鉄軌道運転士となり、服装を一新している。
川越あさか（かわごえ あさか）
〔東武東上本線川越駅と、朝霞台駅から〕
東武鉄道所属、東上線車掌。8月6日生まれ・獅子座。
PLUS+03で登場したいぶきの姉。鉄道業界の関係者が多い家系の出身で、他社に勤務している家族と情報交換を行うこともある。特技は料理で、職場の昼食作りでも同僚から高い評判を得ている。時々デパ地下を訪れては、新しい献立を考案している。

### PLUS+02から登場
橋本わかば（はしもと わかば）
〔京王相模原線橋本駅と、若葉台駅から〕
京王電鉄所属、運転士。4月15日生まれ・牡羊座。
高幡不動乗務区に所属し、京王線系統に乗務する。小学生の頃から時刻表を読むのが趣味で、かつて使用されたダイヤグラムを集めており、スジ屋に憧れている。ファッションセンスに優れており、流行を抑えつつも比較的動きやすい服を好む。趣味はカラオケで、地元のカラオケ大会で優勝した経験がある。子供の頃から京王線で出かけるのが好きで運転士になり、自社線の魅力を「流れるような軽快なスピード感」と語る。
宮本えりお（みやもと えりお）
〔智頭急行智頭線宮本武蔵駅と、上郡駅の逆読みから〕
智頭急行所属、車掌。12月3日生まれ・射手座。
落ち着いた性格をしており、対応の丁寧さで乗客から好印象を得ている。利き手は両利きであり、学生時代は剣道部に所属していた。趣味は天体観望で、さじアストロパークや西はりま天文台に通うことも多い。
井川ちしろ（いかわ ちしろ）
〔大井川鐵道井川線（南アルプスあぷとライン）井川駅と、アプトいちしろ駅から〕
大井川鐵道所属、車掌。12月1日生まれ・射手座。
自社線名物のSLを密かに愛しており、機関士になることを夢見ている。職場の先輩からハーモニカを後輩と共に習っている。ボーイッシュな性格をしており、その一方で奥大井湖上駅の鐘「Happy Bell」に憧れる一面も持つ。
鉄道むすめPickUpにも登場している。

### PLUS+03から登場
美園みはと（みその みはと）
〔埼玉高速鉄道線（埼玉スタジアム線）浦和美園駅と、南鳩ヶ谷駅から〕
埼玉高速鉄道所属、乗務係（見習）。8月21日生まれ・獅子座。
川口みそのの後輩。女性運転士を務める先輩への憧れから、運転士を目指して日々勉強している。勉強の一環として｢運転取扱心得｣を熟読しているが、読みすぎるあまり額を押さえることもある。先輩と同じく金平糖が好物。
八戸ときえ（はちのへ ときえ）
〔青い森鉄道線八戸駅と、目時駅から〕
青い森鉄道所属、駅員。12月4日生まれ・射手座。「青森鉄道むすめ」のひとり。
身のこなしが軽く、明るい応対で利用客から好評を得ている。祭りが好きで、郷土芸能や芸術、現代アートなどにも強い興味を抱いている。得意料理は鯖缶せんべい汁。実家は八戸横丁の人気飲食店で、遠方からのリピーターも多い。
川越いぶき（かわごえ いぶき）
〔西武新宿線本川越駅と、狭山線・山口線（レオライナー）西武球場前駅から〕
西武鉄道所属、技術職（工務部）。3月21日生まれ・牡羊座。
PLUS+01で登場したあさかの妹。鉄道業界の関係者が多い家系の出身。工務部建設事務所に所属し、駅施設の施工管理などを受け持っている。頭の回転が速く、物事を考えるときに目を閉じる癖がある。イルカのヘアピンが特徴な友人がおり、共に水泳が趣味であることから、互いの地元で泳ぎに行くこともある。

## フィギュア製品以外の登場人物

### 青森鉄道むすめ
八戸ときえ
詳細は上記を参照。
清水なぎさ（しみず なぎさ）
〔十和田観光電鉄線高清水駅と、柳沢駅から〕
十和田観光電鉄所属、アテンダント。6月26日生まれ・蟹座。
物静かで真面目な性格をしており、約束や時間、運行時間への対応を必ず守るようにしている。現代アートに詳しく、休日には友人と共に美術館を回ることが多い。祖父の代から公共交通機関の事業に関わっている家系の出身で、父親は青森県内の鉄道愛好会の会員を務めている。
芦野かな（あしの かな）
〔津軽鉄道線芦野公園駅と、金木駅から〕
津軽鉄道所属、アテンダント。11月13日生まれ・蠍座。
のんびり屋で、車内アナウンスでは津軽弁を分かりやすく落ち着いた口調で説明する。実家は「赤〜いりんご」を生産する農家で、高校時代からの大親友も同じくりんご農家の出身。五所川原立佞武多を地元の誇りと思っており、他の地域の友人と様々な祭りに足を運んでいる。
平賀ひろこ（ひらか ひろこ）
〔弘南鉄道弘南線平賀駅と、大鰐線弘高下駅から〕
弘南鉄道所属、トレインキャスト（客車乗務員）。9月7日生まれ・乙女座。
大人しい人柄をしているが、弘前の大規模りんご農家の出身であることから、りんごに関することには妥協を許さない。仕事では「大人しい人柄」の担当だが、研修で出会った他社のアテンダントへの憧れから、「物静かで真面目」の担当に変更したいと思っている。弘前城の桜を気に入っており、観光スポットとして説明する際には特に力を入れている。
七戸ちびき（しちのへ ちびき）
〔南部縦貫鉄道線七戸駅と、青い森鉄道線千曳駅から〕
南部縦貫鉄道所属、車掌。12月23日生まれ・山羊座。
いつも元気と笑顔に溢れており、その人柄で周囲に多くの人を引き寄せている。南部縦貫鉄道レールバス愛好会の会員であり、イベントや運転会では運行当時の女性車掌の制服を借りて着用している。好物はそばと海産物。地元以外で気に入っている横丁飲食店に通うこともある。

### 鉄道むすめPickUp

#### 2013
石山ともか（いしやま ともか）
〔京阪石山坂本線石山寺駅と、坂本駅（現・坂本比叡山口駅）の逆読みから〕
京阪電気鉄道所属、運転士。9月25日生まれ・天秤座。
大津線の運輸を担当している。物静かな性格をしているが、あらゆることにおいて常に1番であろうとする努力家の一面も併せ持つ。アニメやコミックには目がなく、これらの作品を宣伝したラッピング電車が運行されると、原作を鑑賞して夢中になることもある。好物はおでん。好きな洋菓子店で売られているバームクーヘンも気に入っている。
2回登場しており、2回目は夏服で登場している。
辛島みく（からしま みく）
〔熊本市電幹線・上熊本線辛島町停留場と、上熊本線上熊本駅前停留場から〕
熊本市交通局所属、トラムガイド。8月1日生まれ・獅子座。
超低床電車の車掌業務を担当している。陽気な性格で、心からの笑顔を絶やさないムードメーカー。熊本城について歴史を覚えていくうちに歴史全般が好きになり、全国の名城を巡ることを計画している。背丈が小柄でやや小顔なため、被っている制帽がずれやすいことを気にしている。
鬼怒川みやび（きぬがわ みやび）
声 - 尾崎真実
〔東武鬼怒川線鬼怒川温泉駅と、東武線特急「スペーシア」のカラーリングの1つ「雅」から〕
東武鉄道所属、特急スペーシア車掌。3月17日生まれ・魚座。
子供の頃から温泉が好きで、泉質を調べることを趣味としており、自分の綺麗な肌を自慢としている。学生時代は化学と物理が得意科目であった。友人に2人のスペーシア車内販売員がおり、休日には一緒に東京スカイツリー周辺で買い物をしたり、鬼怒川温泉の街で旅行を楽しむこともある。鬼怒川・川治温泉のマスコットキャラクター「KINUちゃん」「KAWAちゃん」を非常に気に入っている。
2015年7月に鉄道むすめ公式サイトにて開催された「鉄道むすめ10周年記念キャラクター人気投票」で第1位を獲得しており、これを記念して同サイトのキャラクター紹介のページではみぶなつきが描き下ろした新イラストで再登場している。3回目は「KINUちゃん」「KAWAちゃん」と一緒の姿で登場している。
栃木県日光市の日光市観光協会鬼怒川・川治支部と日光商工会議所が町おこしの目的で発足した「プロジェクトみやび」のイメージキャラクターとして起用されている。
城ヶ崎なみ（じょうがさき なみ）
声 - 高野麻里佳
〔伊豆急行線城ヶ崎海岸駅と、南伊東駅から〕
伊豆急行所属、車掌。12月10日生まれ・射手座。
桜の花が好きで、他の地域よりも開花期間が長い伊豆地域のことも強く気に入っている。スタンプ集めとスタンプ作りを趣味としており、休日には観光地や鉄道で開催されるスタンプラリーに参加することが多い。スタンプを綺麗に押すことが得意で、乗車券にスタンプするための道具・チケッターの扱いにも長けている。

#### 2014
杜みなせ（もり みなせ）
声 - 永野愛理
〔仙台空港鉄道仙台空港線（仙台空港アクセス線）杜せきのした駅と、美田園駅・名取駅・仙台空港駅の各駅の読みの頭文字から〕
仙台空港鉄道所属、運輸指令員。4月7日生まれ・牡羊座。
兄弟の多い家庭の長女として生まれ、いつも笑顔で頼りがいのあるお姉さんとして周囲から信頼されている。ダイヤ表や三角定規、色鉛筆を業務目的で携帯しており、綺麗な線を引けることが特技。趣味は色鉛筆画を描くことで、学生時代は美術部に所属しており、小学生時代に宮城県の美術展で金賞を受賞した経験がある。ゆるキャラが好きで、中でも自社のキャラクター「サッとくん」を最も気に入っている。
2回登場しており、2回目は冬服で登場している。
アニメ『Wake Up, Girls!』の短編『Wake Up, Girls!の宮城PRやらせてください!』において、舞台の一つでもある仙台空港のシーンで登場する。
八草みずき（やくさ みずき）
〔愛知高速交通東部丘陵線（リニモ）八草駅と、はなみずき通駅から〕
愛知高速交通所属、リニモ乗務員。2月25日生まれ・魚座。
通常は自動運転で運行されるリニモに、貸切運転などの特別な場合に添乗員として乗務する。学生時代は沿線に通っており、リニアモーターカーへの憧れから入社した。業務では明るい声によるマイクアナウンスで利用客から好評を得ており、時折学生時代の顔見知りの後輩と遭遇することもある。
桜沢みなの（さくらざわ みなの）
〔秩父鉄道秩父本線桜沢駅と、皆野駅から〕
秩父鉄道所属、乗務員（運転士。元・駅務係）。3月24日生まれ・牡羊座。
駅務係時代は出改札業務を担当しており、乗車券やつり銭などを入れているがま口鞄を首に提げている。暗算が得意で、高い計算力を活かして発券業務をこなしており、多客時にも即座に対応することができる。花と山が好きで、沿線に咲く様々な花を特に好み、中でも色が自分の髪と似ているロウバイの花を最も気に入っている。埼玉県鴻巣市出身で、幼少期からSLを見るため秩父鉄道沿線に通っていた鉄道好きであり、SLへの憧れから同社に入社した。運転士試験に合格したことで乗務員となり、乗務中に駅列車交換でSLと並んだ際は、次の目標である機関士資格取得への想いを抱きつつ気を引き締めている。一見マイペースでおっとりした印象を与えやすいが、様々なことに挑戦する野心家な面もあり、利用客への案内やコミュニケーションも積極的に行なっている。休日には沿線の花スポット巡りやハイキング、写真撮影に興じており、宝登山のロウバイ撮影、モルモットたちの橋渡りに心癒されているほか、プライベートで他社の機関士と共にSL巡りの旅に出かけることもある。
2回登場しており、1回目は駅務係、2回目は乗務員として登場している。
鮎貝りんご（あゆかい りんご）
〔山形鉄道フラワー長井線鮎貝駅と、梨郷駅から〕
山形鉄道所属、駅務係。6月25日生まれ・蟹座。
うさぎ駅長「もっちぃ」のことが大好きで、互いに固い絆で結ばれている。また、沿線に咲く様々な花も愛している。学生時代は吹奏楽部に所属しており、自分が気に入っている映画の影響からジャズの演奏を得意としている。
和泉こうみ（いずみ こうみ）
〔泉北高速鉄道線（現・南海泉北線）和泉中央駅と、光明池駅から〕
泉北高速鉄道所属、運転士。7月25日生まれ・獅子座。
海洋生物と水泳が好きで、休日には水族館かプールを訪れることが多い。手先の器用さを活かしたマスコットキャラクターのぬいぐるみ作りが得意で、自作のマスコット「せんぼくん」を運転士鞄に入れている。自分が憧れている他社の女性運転士の真似をして、時々悪戯っぽい笑顔を浮かべることがある。
3回登場しており、2回目は夏服、3回目は鉄道開業50周年に合わせてリニューアルされた2021年からの新制服の冬服で登場している。
柴口このみ（しばぐち このみ）
〔横浜シーサイドライン金沢シーサイドライン海の公園柴口駅の「柴口」と、「海の公園」の逆読みから〕
横浜シーサイドライン所属、駅務員。8月25日生まれ・乙女座。
シーサイドラインの沿線で生まれ育ち、休日に遊びや買い物へ行く際にも沿線を多く利用している。趣味は水泳で、海・プールを問わず泳ぎに行くことが大好き。考えるときに目を閉じる癖を持つ友人が他社におり、互いの地元を訪れて泳ぎを楽しむこともある。
2回登場しており、2回目は冬服で登場している。
豊郷あかね（とよさと あかね）
声 - 松本絹華
〔近江鉄道本線豊郷駅と、八日市線の愛称「万葉あかね線」から〕
近江鉄道所属、駅務掛。7月24日生まれ・獅子座。
八日市駅の業務を担当している。駅業務のほか、ビールが飲み放題の列車「ビア電」の業務や、彦根駅に隣接する資料館「近江鉄道ミュージアム」の手伝いに当たることもある。城巡りが趣味で、彦根城を気に入っており、滋賀県内の城跡100か所を少しずつ巡っている。特技は手品で、特にカップを用いる技が得意。獅子座生まれの野球ファンで、同じ趣味を持つ友人が他社にいる。近江鉄道のマスコットキャラクター「駅長がちゃこん」に仕事を手伝ってもらうこともある。自社のポニーテールが特徴な同僚とは、互いに助力し合いながら共に業務に励む関係。
3回登場しており、1回目はビア電業務中、2回目はミュージアムお手伝い中のイメージ、3回目は車両入換などの作業で使用するフライ旗（手旗）を持った姿で登場している。
北原ゆうき（きたはら ゆうき）
〔上毛電気鉄道上毛線北原駅と、桐生球場前駅から〕
上毛電気鉄道所属、駅務係。12月25日生まれ・山羊座。
中央前橋駅の業務を担当している。綺麗好きな性格で、箒を用いたプラットホームの清掃が得意。スポーツでは野球が好きであり、バットに見立てた箒で素振りをして叱責されたことがある。最近は自転車に夢中で、休日にはロードバイクに乗って沿線の山に出かけることを趣味としている。

#### 2015
星川みほし（ほしかわ みほし）
〔相鉄本線星川駅と、上星川駅から〕
相模鉄道所属、駅務係。7月7日生まれ・蟹座。
持ち前の綺麗な声を活かしたマイクアナウンスで周囲から定評がある。好きなものは星やライトなどキラキラ輝くもの全般で、天体観測と夜景を眺めることが趣味。相鉄の広報を担当するマスコットキャラクター「そうにゃん」が大好きであり、社内ではそうにゃんの新しいグッズを提案することもあるという。また、企画乗車券やポスターなどのデザインにも興味を抱いている。
2回登場しており、2回目は新制服で登場している。
西岸まはる（にしぎし まはる）
〔のと鉄道七尾線西岸駅と、田鶴浜駅の逆読みから〕
のと鉄道所属、アテンダント。8月27日生まれ・乙女座。
能登生まれの能登育ちであり、観光列車「のと里山里海号」に乗務し、世界農業遺産「能登の里山里海」の魅力を利用客に伝えることを仕事としている。クッキーを始めとする料理作りが得意な先輩から料理を習っており、能登野菜を使った献立を研究している。酒に強い家系の出身であり、家族で利き酒をすることもある。
豊川まどか（とよかわ まどか）
〔大阪モノレール彩都線豊川駅と、大阪モノレール本線門真市駅の逆読みから〕
大阪モノレールサービス所属、フロアアテンダント。5月31日生まれ・双子座。
非常に勉強熱心な性格で、アテンダントの仕事についての知識と心得を深めるため、航空会社に勤務している家族と情報交換を行うこともある。スカーフにこだわりを持っており、おしゃれな結び方を模索するために色々と工夫を行なっている。地元のサッカークラブのファンであり、休日には試合の応援に行くこともある。
3回登場しており、2回目は2020年6月1日にリニューアルされた制服の冬服で登場している。2025年1月27日から2月28日まで鉄道むすめ公式ホームページで開催された「鉄道むすめ20周年記念キャラクター総選挙」で第1位を獲得しており、3回目はこれを記念して描き起こされたイラストで登場している。

#### WEB
富岡しるく（とみおか しるく）
〔上信電鉄上信線上州富岡駅と、高崎駅の電車型待合室 「絲綢之間（シルクのま）」から〕
上信電鉄所属、駅務掛。5月11日生まれ・牡牛座。
就任してまだ日が浅い新人であり、駅業務から利用客への観光案内まで即座にこなせるようになるため勉強を重ねている。群馬県内の他事業者との交流が深く、時々こっそり遊びに行くこともあり、かつて友人が箒で素振りをして叱責されていたところを目撃したことがある。自社名物のデキ1形電気機関車とかけただるま「上デキだるま」をおすすめグッズとして宣伝している。
南ふうか（みなみ ふうか）
〔日本旅行の創業者「南新助」と、同社のブランド「赤い風船（あかいふうせん）」のアナグラムから〕
日本旅行所属、赤い風船事業部スタッフ。11月1日生まれ・蠍座。
日本国内旅行ツアーを提供する赤い風船事業部の一員として、国内旅行に関する豊富な知識を有する。個人的にお気に入りで何度も訪れている観光地は高野山や伊勢神宮などで、これらの場所に関する質問にはなんでも答えることができる。全国の鉄道事業者に多くの知人を持つなど人脈が広く、鉄道利用を盛り込んだツアープランを企画することを得意としている。
青葉あさひ（あおば あさひ）
〔仙台市地下鉄東西線青葉山駅と、南北線旭ヶ丘駅から〕
仙台市交通局所属、運転士。12月6日生まれ・射手座。
いつも元気で明るい妹タイプの性格であり、地元の祭りやすずめ踊りなどの催しを好む。趣味はバードウォッチングで、特にスズメが好きであり、近所で見つけたスズメを色鉛筆でスケッチするなどしている。出身地でもある地元仙台のことには詳しいが、運転士としてはまだ駆け出しであり、東京での研修中に他の女性運転士の世話になったことがある。
修善寺まきの（しゅぜんじ まきの）
〔伊豆箱根鉄道駿豆線修善寺駅と、牧之郷駅から〕
伊豆箱根鉄道所属、駿豆線駅務掛。1月2日生まれ・山羊座。
業務や案内などで気になったことをメモする癖があり、内容を書き記したダイヤ帳を常に携帯して仕事に役立てている。趣味は自転車に乗ることで、静かに速く走るのが得意であり、地元の伊豆で開催される予定のオリンピック自転車競技を楽しみにしている。特技は手品で、同じ趣味を持つ友人が他社にいる。
嵯峨ほづき（さが ほづき）
〔嵯峨野観光鉄道嵯峨野観光線トロッコ嵯峨駅と、トロッコ保津峡駅から〕
嵯峨野観光鉄道所属、駅務員。4月27日生まれ・牡牛座。
生誕地の嵯峨・嵐山への愛着が深い、物静かな性格の京美人で、駅周辺や保津川沿線の観光地に関する案内を落ち着いた口調で行う。趣味は和小物の収集で、特に髪留めを集めることに凝っている。レトロなもの全般、特にSLが好きで、全国を巡りながら各地の保存車両を見て回っている。
2回登場しており、2回目は平安装束を着用した熊野詣姿で登場している。
水間みつま（みずま みつま）
〔水間鉄道水間線水間観音駅と、三ツ松駅から〕
水間鉄道所属、アテンダント。5月26日生まれ・双子座。
人懐っこく、困っている人を見過ごせない性格で、気軽に話しかけてもらえるようにいつも元気な笑顔でいることを心がけている。水間観音をはじめとする沿線地域の情報に詳しく、迷っている利用客に素早く応対して案内することができる。ゆるキャラが好きで、自社のキャラクター「葛城ぽん太」をイチオシとして挙げており、マスコットの制作にも挑戦している。
2回登場しており、2回目は2019年からの新制服で登場している。
寺原ゆめみ（てらはら ゆめみ）
〔関東鉄道常総線寺原駅と、ゆめみ野駅から〕
関東鉄道所属、駅務員。9月3日生まれ・乙女座。
非常に手先が器用であり、車内検札で素早く上手に改札鋏を扱うことができる。鉄道模型を趣味としており、社内の関係者と鉄道模型の話をして盛り上がることも多く、休日には家電や電子機器に詳しい他社の友人と共に秋葉原まで鉄道模型を購入しに行くこともある。鉄道車両の中では気動車が特に好きであり、様々な気動車に乗るため全国各地を巡っている。
2回登場しており、2回目は会社創立100周年に合わせてリニューアルされた2022年からの新制服で登場している。
大川まあや（おおかわ まあや）
〔会津鉄道会津線大川ダム公園駅と、あまや駅のアナグラムから〕
会津鉄道所属、アテンダント。7月16日生まれ・蟹座。
抜群な記憶力の持ち主で、自社路線の沿線や直通運転を行なっている他社の鉄道に関する新しい情報を乗務員手帳に記録しており、利用客のどんな質問にも対応することができる。他社の温泉好きな特急列車車掌とは、かつて湯野上温泉駅前の足湯を紹介したことがあって以来の友人同士。大の動物好きであり、一番好きなのはネコで、その次にウサギを挙げている。
黒潮しらら（くろしお しらら）
〔特急「くろしお」と、白良浜から〕
西日本旅客鉄道（JR西日本）所属、白浜駅運輸管理係（駅員）。10月14日生まれ・天秤座。
和歌山支社に所属している。人と接することが大好きで、愛情と思いやりに溢れた挨拶で周囲から好印象を得ている。地元白浜で生まれ育ち、家族や親戚も駅周辺の施設で働いており、夏場はアロハシャツを着用して業務にあたっている。大の動物好きであり、一番好きなのはパンダで、パンダのマスコットを使った案内で子供達から好評を博している。動物の駅長に会いに行くため、しばしば全国各地へ旅に出ている。
2回登場しており、2回目はデザインが異なる赤いアロハシャツを着用している。
吉久こしの（よしひさ こしの）
〔万葉線高岡軌道線吉久停留場と、新湊港線越ノ潟駅から〕
万葉線所属、運転士。1月10日生まれ・山羊座。
大家族の長女であり、落ち着いた人柄で周囲を安心させることが得意。大勢の中で言葉を話す環境で育ったことから、通りのよい声が特徴であり、車内のマイクアナウンスでも利用客から好評を得ている。好きなものはネコと、ネコ型のアイテム。
2回登場しており、2回目はポーズを変更したイラストで登場している。
丸山はやみ（まるやま はやみ）
〔埼玉新都市交通伊奈線（ニューシャトル）丸山駅と、東宮原駅の逆読みから〕
埼玉新都市交通所属、ニューシャトル運転士。8月2日生まれ・獅子座。
騒音や振動の少ない車両による乗り心地のよい安全運転を心がけており、高架ならではの眺めのよさ、新幹線と並走している瞬間に心地よさを感じている。鉄道に関するあらゆるものが大好きで、休日には鉄道の博物館や鉄道模型の専門店に通うことが多く、グッズ収集に力を入れすぎてしまうこともあるとのこと。スポーツ全般が得意であり、特に乗馬とマリンスポーツを気に入っている。内陸県である埼玉県で勤務しているため、海の近くにある鉄道事業者を少し羨ましく思っている様子。
テレビアニメ『シンカリオン チェンジ ザ ワールド』の第13話に、1シーンのみカメオ出演している。
塚原いさみ（つかはら いさみ）
〔伊豆箱根鉄道大雄山線塚原駅と、井細田駅・相模沼田駅・緑町駅の各駅の読みの頭文字から〕
伊豆箱根鉄道所属、大雄山線駅務掛。8月5日生まれ・獅子座。
綺麗な声の持ち主で、業務時のアナウンスでも利用客から好評を得ている。歌も得意で、学生時代に周囲からアイドルデビューを勧められたことがある。別の路線に勤務している友人の誘いで自転車に乗り始め、休日にはサイクリングしながら寺社仏閣を巡っている。獅子座生まれであり、家ではライオンに少し似ているネコを飼っている。
高島あざみ（たかしま あざみ）
〔横浜市営地下鉄ブルーライン高島町駅と、あざみ野駅から〕
横浜市交通局所属、ブルーライン駅務掛。6月2日生まれ・双子座。
活発な性格で、細かいことによく気が付き、駅で困っている人を見かけると瞬時に近づいて応対する。趣味はウォーキングで、赤レンガ倉庫や中華街、港などの横浜の名所を巡り、休日には沿線の様々な景色を楽しんでいる。好きな色は青で、アクセサリーや服を買うときに青いものを選ぶことも多い。マリンスポーツを好み、休日に海やプールへ泳ぎに行くこともある。
丸森たかこ（まるもり たかこ）
〔阿武隈急行線丸森駅と、高子駅から〕
阿武隈急行所属、車掌。7月1日生まれ・蟹座。
物静かで落ち着いた性格の持ち主であり、業務を的確にこなす。ファッションでは青や緑など涼しげな色を好む。趣味は旅の思い出として記念切符を収集することで、機会があれば自社のオリジナル切符を企画したいと思っている。好きなものはネコやウサギなどの小動物で、休日には友人から勤められた動物駅長のいる他社の鉄道へ遊びに行くこともある。
2回登場しており、2回目はネクタイをリボンに変更した姿で登場している。
城崎このり（きのさき このり）
〔山陰本線城崎温泉駅と、特急「こうのとり」から〕
西日本旅客鉄道（JR西日本）所属、城崎温泉駅運輸管理係（駅員）。7月21日生まれ・蟹座。
福知山支社に所属している。城崎温泉を訪れる観光客を出迎えるため、チケッターを持ちながらいつも笑顔で利用客をもてなしている。実家は城崎温泉の旅館で、自身が歴史好きなこともあり、海外からの観光客に地元の名所や文学など北近畿の魅力を伝えるため、英語をはじめとする外国語の勉強に励んでいる。夏場はおもてなしの取り組みの一環として浴衣姿で業務に就いており、本人も浴衣を着られることを少し嬉しく思っている。「柳」や「木造3階建て旅館」など、城崎温泉の風情を表現したデザインの浴衣を主に着用している。
2回登場しており、2回目は城崎温泉の風情を表現した特別なデザインの浴衣を着用している。
家山かなか（いえやま かなか）
〔大井川鐵道大井川本線家山駅と、金谷駅から〕
大井川鐵道所属、SL専務車掌。7月26日生まれ・獅子座。
井川ちしろの後輩。おっとりした雰囲気を漂わせているが、冒険好きな一面もある行動派。先輩と共にハーモニカを習っており、プロ顔負けの腕前を活かして、アテンダントの業務で車内を盛り上げている。実家は茶園を営んでおり、自身も茶が大好き。休日には一人で秘湯巡りをすることもある。
幸谷なのは（こうや なのは）
〔流鉄流山線幸谷駅と、車両の愛称の一つ「なの花」から〕
流鉄所属、駅務係。3月14日生まれ・魚座。
介護福祉士の資格を所持しており、持ち運び式のスロープを使って車椅子の利用客の乗降を支援している。おばあちゃん子であり、祖母から教わった料理、特に白みりんを使ったメニューが得意。好きなものは地元の近所に咲く菜の花で、自分の髪と色が近いこともあり、子供の頃は「なのはなちゃん」というあだ名で呼ばれていたことがある。
大桑じゅり（おおくわ じゅり）
〔東武鬼怒川線大桑駅と、SL列車「SL大樹」の「樹（じゅ）」+「り」から〕
東武鉄道所属、SL機関士。8月10日生まれ・獅子座。
鬼怒川線のSL列車「大樹」の新米機関士。電車運転士の中から社内公募で選抜された初の女性機関士として、持ち前の明るさとガッツを武器に奮闘している。秩父鉄道の桜沢みなのとは、同社でのSL運転技術養成中に知り合った友人同士であり、一緒にSL巡りの旅に出かけることも多い。沿線の花畑や駅に出向き、乗客に手を振って歓迎するなど、利用者の人々をもてなすことを休日の楽しみとしている。
日野せりか（ひの せりか）
〔近江鉄道本線日野駅と、ひこね芹川駅から〕
近江鉄道所属、駅務掛。3月21日生まれ・牡羊座。
八日市駅の業務を担当している。威勢のいい挨拶が特徴で、おさげが特徴な同僚の駅務掛と共に業務に励んでいる。祭り好きな性格で、琵琶湖の花火大会をはじめ、自社イベントのガチャコン祭りや地元の日野祭りを毎年楽しみにしている。ラッピング電車や特殊な電車、名画なども好きで、美術館に通うことも多く、芸術系気質があるのではと周囲から噂されている。
楚原れんげ（そはら れんげ）
〔三岐鉄道北勢線楚原駅と、蓮花寺駅から〕
三岐鉄道所属、北勢線運転士（旧・駅務掛）。3月28日生まれ・牡羊座。
駅務掛時代は東員駅の業務を担当していた。元気な態度で利用客を案内するおてんば者で、小柄な体格もあって北勢線のマスコット的存在となっている。ナローゲージの小さな車体でありながら、モーター音をうならせて力強く走る北勢線の車両に親近感を抱いており、動力車操縦者運転免許を取得して運転士となった。好きなものは大きな建築物で、北勢線沿線の土木遺産を特に気に入っている。プライベートではスポーツ観戦が趣味であり、週末にはスタジアムに通って、桑名市・いなべ市・東員町などをホームタウンにするサッカーチームに声援を送っている。
3回登場しており、1回目は駅務掛、2回目は運転士として、3回目は2024年からの新制服で登場している。
八汐みより（やしお みより）
〔栃木県の県花「ヤシオツツジ」と、野岩鉄道会津鬼怒川線（ほっとスパ・ライン）上三依塩原温泉口駅から〕
野岩鉄道所属、駅務掛。4月25日生まれ・牡牛座。
元気が取り柄の明朗闊達な性格であり、持ち前の人懐っこい性格で乗客と接している。趣味はハイキングで、車掌を勤める友人たちと共に、龍王峡やもみじ谷大吊橋など沿線の名所を巡ることが多く、季節の移ろいによって変化していく風景を写真に収めることも楽しみの一つとしている。温泉巡りも好きで、特にハイキングを終えた後に温泉に入るのを好んでいる。
葭川となみ（よしかわ となみ）
〔千葉都市モノレール1号線葭川公園駅と、千葉みなと駅の逆読みから〕
千葉都市モノレール所属、駅務員。3月24日生まれ・牡羊座。
いつもバタバタ走り回る慌ただしい面があるものの、常に元気に溢れた笑顔を心がけている。中学・高校時代は鉄棒が得意な体操部員であり、ホームでの合図にキレがあるのは当時の経験が生かされているためではと、周囲の話題になったこともある。好きなものはゆるキャラなどのマスコットで、各地のゆるキャラのイベントを見学することを楽しみの一つとしている。
朝陽さくら（あさひ さくら）
〔長野電鉄長野線朝陽駅と、桜沢駅から〕
長野電鉄所属、車掌。5月9日生まれ・牡牛座。
鉄道事業部の乗務区に所属している。落ち着きのあるおっとりした性格で、冷静な印象とは裏腹に抜けた一面もある。趣味は切符集めで、自社の昔ながらの切符に鋏を入れることを好む。沿線の果物やワインが好きで、ソムリエの資格を得るための勉強に励んでいる。車内販売のために車内を回るときには、少々恥ずかしがりやなところを見せる。北信濃のワインの魅力を利用客に伝えるための勉強の一環として、休日には沿線各所のワイナリーを巡っている。
3回登場しており、2回目は2020年採用の夏服、3回目は北信濃ワインバレー列車に乗務するワインバレーアテンダントの服装で登場している。
2021年2月から3月にかけて鉄道むすめ公式ホームページで開催された『鉄道むすめ15周年記念キャラクター総選挙』では第1位に入賞しており、3回目のイラストは同総選挙の第1位受賞記念として描き起こされたものである。
新津テイナ（にいつ テイナ）
〔総合車両製作所新津事業所の最寄り駅であるJR新津駅と、鉄道車両のブランド「sustina（サスティナ）」から〕
総合車両製作所所属、技術本部技術部車両デザイナー。1月16日生まれ・山羊座。
新潟生まれの新潟育ちであり、研修のため地元の新津事業所から横浜事業所の技術部に転属し、先輩の金沢あるみの下で日々学習に励んでいる。のんびりとした性格で、運動は苦手であり、映画鑑賞や読書を好むインドア派。祖母がアメリカ出身で、その影響か海外映画の鑑賞では字幕派である。
西浦ありさ（にしうら ありさ）
声 - 安齋由香里
〔最も西に位置する鉄道「松浦鉄道西九州線」と、有田駅・佐世保駅から〕
松浦鉄道所属、営業部営業課広報担当。12月10日生まれ・射手座。
大手広告代理店での勤務を経て地元の松浦鉄道に入社し、地元愛と鉄道愛を買われて広報係に配属され、普通鉄道では日本最西端の駅であるたびら平戸口駅の重点的なアピールを行う広報担当となった。外国人の利用者が増加してきていることから、英会話の勉強に励んでいる。好きなものはスイーツと酒で、休日には地元の友人と共に沿線のスイーツの食べ歩きと酒蔵場巡りを楽しんでいる。沿線地域の魅力を探る勉強の最中に、長崎県松浦市の名物アジフライの店を紹介する「松浦アジフライマップ」の表紙を飾る松浦魚市場の「セリ人」の存在を知り、アジフライに興味を持った自身の希望と魚市場の後押しにより「松浦アジフライ大使」に就任し、美味しいアジフライ作りの練習に励んでいる。長崎県佐々町の春の風物詩であるシロウオに興味を持ち、佐々川のシロウオ漁体験に参加してさらに関心を深めたことをきっかけに、「佐々町観光協会コーディネーター」を務めることになった。
4回登場しており、2回目は佐賀県有田町のご当地音頭「有田音頭チロリン節」をイメージした浴衣姿、3回目はセリ人を意識した漁業関係者のユニフォームとアジフライTシャツを着用してアジフライを持った姿、4回目は佐々川とシロウオをイメージした模様とサザンカの花をあしらった法被を着て四つ手網を構えた姿で登場している。
2022年1月29日に「有田町初代観光大使」に就任しており、2回目のイラストは観光イベントなどで使用する等身大パネル用として描き起こされたものである。同年7月25日には松浦市とのコラボレーションで「松浦アジフライ大使」に就任している。2023年3月5日には佐々町とのコラボレーションで「佐々町観光協会コーディネーター」に就任している。
『シンカリオン チェンジ ザ ワールド』の第21話に、1シーンのみカメオ出演している。
日高かすみ（ひだか かすみ）
〔紀州鉄道線日高川駅と、御坊市の名産品「かすみ草」から〕
紀州鉄道所属、コンシェルジュ。12月24日生まれ・山羊座。
老舗の造り醤油店の出身で、地元の高校卒業後に紀州鉄道に就職し、駅員兼コンシェルジュとして勤務している。勤務中は学門駅にちなんだ「学門お守り」をポーチにつけ、硬券を扱うための改札鋏を携帯している。休日に寺内町や周辺の史跡を巡るのが趣味で、学門駅に寄った際にはホーム内の地蔵に手を合わせている。祭りが好きで、子供の頃から馴染みのある地元の御坊祭を毎年楽しみにしている。
神代みさき（こうじろ みさき）
〔島原鉄道線神代駅と、大三東駅から〕
島原鉄道所属、トレインアテンダント。5月5日生まれ・牡牛座。
元バスガイドで、島原鉄道の「幸せの黄色い列車」への憧れをきっかけにアテンダントに就任し、観光列車のカフェトレインではバスガイド時代の経験を活かした笑顔ともてなしで接客している。普段は商品企画を担当しており、自社のマスコットキャラクター「鯉駅長のさっちゃん」のグッズを作っている。休日のサイクリングが趣味で、島原半島各地の湧水を汲んで飲みつつ、酒蔵を巡って集めた酒を帰宅してから味わっている。「島原半島ジオパーク検定」の中級合格を目下の目標としている。2024年1月9日に沿線の長崎県立国見高等学校の公式応援サポーターに就任しており、自社の仕事が休みの日には、サッカーをはじめ国見高校が出場する試合を生徒たちと一緒に応援している。
4回（1回目と2回目は連続同時）登場しており、1回目は夏服、2回目は冬服、3回目は2022年からの新制服、4回目は国見高校応援サポーターとしての姿で登場している。
上田れむ（うえだ れむ）
〔しなの鉄道線上田駅と、北しなの線牟礼駅の逆読みから〕
しなの鉄道所属、SR1客室添乗員兼駅係員。1月9日生まれ・山羊座。
千曲川ワインバレー地域の景色の美しさに魅入られたことをきっかけに、風景写真の撮影を趣味に持つ。普段は物静かで落ち着いているが、カメラや写真のことになると話が止まらなくなる一面がある。ワインバレー沿線を繋ぐしなの鉄道に興味を持ったことで、駅係員として入社し、土休日に運行されるSR1系の観光快速列車では客室添乗員としても勤務している。休みの日にはカメラを持って軽井沢や上田丸子地区、飯綱・黒姫高原などの名所を巡っている。
2回登場しており、2回目は夏服で登場している。
追分あすな（おいわけ あすな）
〔四日市あすなろう鉄道内部線追分駅と、「あすなろう鉄道」から〕
四日市あすなろう鉄道所属、運転士（元・駅係員）。6月21日生まれ・双子座。
元気が取り柄で誰からも好かれており、特に沿線を利用する学生たちから親しく話しかけられたり、駅係員時代には一緒に駅の清掃活動を行うこともあった。憧れの先輩に追いつくため、動力車操縦者運転免許の試験に挑んで合格を果たし、運転士となって安全運行に努めており、持ち前の笑顔と気さくさで仲の良い利用客も増えている。スポーツ観戦が趣味で、地元四日市がホームタウンの女子ラグビーチームの大ファン。休日はフィットネスや散歩で身体を動かして過ごすほか、東海道の歴史を巡る散策に出かけることもあり、東海道と伊勢街道の分岐点である「日永の追分」や「内部の杖衝坂」辺りをお気に入りのスポットとして挙げている。地元の指定無形文化財である萬古焼の陶芸教室にも通っている。
2回登場しており、1回目は駅係員、2回目は運転士として登場している。
五香たかね（ごこう たかね）
〔新京成電鉄新京成線（現・京成松戸線）五香駅と、高根公団駅・高根木戸駅から〕
京成電鉄（旧・新京成電鉄）所属、駅務掛。4月21日生まれ・牡牛座。
五香駅の業務を担当している。新京成電鉄時代は入社してまだ間もない新人であり、当時からの持ち前の元気さと周囲を明るくする笑顔で、先輩たちから好評を得ている。鎌ケ谷あたりに所在する梨農家の生まれであり、幼少期から鎌ケ谷大仏に慣れ親しみながら育った。京成電鉄との合併後にできた先輩や、グループ会社の友人との用事の際は、新鎌ヶ谷駅をいつもの待ち合わせ場所にしている。大仏のそばを走る旧新京成の車両にピンク色が使用されていたこともあって、ピンク色を自分のラッキーカラーだと信じるほど好んでおり、洋服や小物で部屋をピンク一色に染めている。スポーツ全般も好きで、学生時代はバスケットボール部に所属した経験があり、今は地元プロスポーツチームの活躍を観戦しながら熱狂的に応援しており、このときはチームに合わせて赤い服を着ているほか、自身も地域のチームで先輩との試合に臨んでいる。このほか、京成線の駅を1駅ずつ降りる「ぶらり散歩」を楽しんでおり、博物館や動物園、大きな公園などの名所を巡ることで好奇心を刺激されている。
2回登場しており、1回目は新京成電鉄、2回目は同社を吸収合併した京成電鉄の制服で登場している。
殿山ゆいか（とのやま ゆいか）
〔ひたちなか海浜鉄道湊線殿山駅と、ひたちなか市の代表的な芋品種「たまゆたか」「いずみ」「べにはるか」から〕
ひたちなか海浜鉄道所属、駅務係。7月17日生まれ・蟹座。
那珂湊駅の業務を担当している。ひたちなか市の干し芋農家の出身であり、利き酒ならぬ「利き干し芋」が得意なほか、干し芋を使ったスイーツ作りが趣味。誰からも愛される性格で、猫にも懐かれやすく、那珂湊駅のマスコット「駅猫おさむ」のグッズを常に身に着けている。普段は丁寧な口調だが、興奮すると茨城訛りが出ることもある。那珂湊の市場に出る海鮮類や冬場のあんこう鍋を好むほか、店舗ごとに味の異なる那珂湊焼きそばの食べ歩きを楽しんでいる。
水城ひなた（みずき ひなた）
〔JR西日本グループ本拠地の大阪に所在する「ヴィアイン大阪京橋」の大浴場「水城の湯」、山陽新幹線の「陽」の訓読みの一つ「ひなた」から〕
JR西日本ヴィアイン所属、ヴィアイン京都駅八条口マネジャー。6月1日生まれ・双子座。
京都出身の新米ホテリエ。明るくハキハキとした頑張り屋で、困っている人を見かけると放っておけないお人好し。かつて大学受験のため一人でホテルに宿泊して心細さを覚えていた最中、ホテルのスタッフの笑顔に心癒されたことをきっかけに、今度は自分も人を笑顔にしたいという思いから、ホテル勤務を目指すようになった。食事が趣味であることが高じて、全国のご当地グルメの情報を利用客に伝えていきたいと考えており、各地のヴィアインに泊まりながら情報収集に取り組みつつ、いずれは東京や博多など他所のヴィアインでも勤務してみたいと思っている。
白井まきの（しろい まきの）
〔北総鉄道北総線白井駅と、印西牧の原駅から〕
北総鉄道所属、駅務掛。5月10日生まれ・牡牛座。
礼儀正しく親しみやすい性格で評判を呼んでおり、駅構内を明るい雰囲気で包んでいる。利用客と接している時間が好きで、誰もが気持ちよく駅を利用できるよう、接客方法の勉強に日々励んでいる。実家は白井あたりの梨農家であり、グループ会社の研修で同じく梨農家出身の駅員と出会って意気投合し、互いの実家の梨について品評しあうなど親密な関係を築いている。休日には友人と一緒に沿線を巡りつつ大型ショッピングセンターを複数はしごしながら、買い物や食べ歩きを楽しんでいる。
音羽ないろ（おとわ ないろ）
〔静岡鉄道静岡清水線音羽町駅と、車両のカラーリング「静岡レインボートレインズ」の虹から連想される「なないろ」から〕
静岡鉄道所属、駅務係（遠隔担当）。5月1日生まれ・牡牛座。
静岡市清水区草薙出身の生粋の静岡っ子で、幼馴染と共に抱いていた「大好きな静岡のために働く」という夢を叶えるために入社した。長沼営業所に勤務しており、担当業務は遠隔システムを使用した利用客のインターフォンの対応で、直接の対面ではないことから、より丁寧で伝わりやすいアナウンスを心掛けている。淑やかで落ち着いた雰囲気とは裏腹にアクティブ派で、学生時代に応援団長を務めていた経験が、穏やかながらもハキハキとした発声の基礎になっているとのこと。休日は映画鑑賞しながら過ごしており、最近は新静岡駅に併設されている商業施設「新静岡セノバ」のシネコンでゆったり観ることを好んでいる。
久能あいら（くのう あいら）
〔日本平ロープウェイ久能山駅と、日本平駅のローマ字表記「Nihondaira」の「aira」から〕
静岡鉄道所属、日本平ロープウェイガイド。5月31日生まれ・双子座。
静岡市清水区草薙出身で、「大好きな静岡のために働く」という夢を幼馴染と共に目指して叶えるためガイドになった。ロープウェイのゴンドラに添乗しながら利用客をもてなし、約5分間の乗車時間を充実させるべく日々奮闘している。生来の話好きが高じてか仕事中以外のお喋りも多く、徳川家康をはじめ徳川家をこよなく愛する歴史好きでもあり、歴史の話をすると興奮のあまり静岡弁が強めに出ることもある。御朱印集めが趣味で、休日は寺社巡りに熱中している。学生時代は巫女のアルバイトを務めた経験があり、神社仏閣などの歴史を感じられる場所を特に好んでいる。
万願寺さき（まんがんじ さき）
〔多摩都市モノレール線万願寺駅と、柴崎体育館駅から〕
多摩都市モノレール所属、駅務助役。1月10日生まれ・山羊座。
立川いずみの先輩。地域に貢献できる職業に就くことを目指して入社し、駅務係員や運転士などの経験後、持ち前のガッツを活かして昇進試験に合格を果たし、駅務助役として仲間たちを先導し、時には助力し合う関係を築いている。新選組への憧れが高じて剣道を体得しており、地元の剣友会に所属する有段者であり、剣道で培った腕前を活かしてさすまたを用いた防護術訓練にも積極的に参加している。趣味はリボンや腕時計、新選組グッズの収集。後輩の駅務係員は懐刀のように信頼する存在であり、休憩時間にコンビニスイーツの食べ比べをしたり、休日にショッピングや地元の動物園で一緒にお出かけを楽しむなど、仲良し姉妹のような関係でもある。
紅雲あづき（こううん あづき）
〔寒霞渓ロープウェイ紅雲亭駅（こううん駅（紅雲亭））と、古事記の記述「小豆島（あづきじま）」から〕
小豆島総合開発所属、寒霞渓ロープウェイ営業部営業課広報担当。4月3日生まれ・牡羊座。
香川県小豆島町の港町に生まれた、親子三代に渡る小豆島っ子。地元愛が強く、大学進学の際に一度は島を離れたものの、地元の環境が忘れられず卒業後に帰郷し、島の伝統行事や日本三大奇景の一つでもある寒霞渓の歴史と文化の魅力を世間に広く伝えたいという思いから、寒霞渓ロープウェイに入社した。島の伝統行事には幼少期から慣れ親しんでおり、特に秋の祭りである太鼓まつりが好きで、阿豆枳島神社の秋の例大祭では巫女として舞を奉納した経験があり、同様の経験があって意気投合した友人が他社のロープウェイ企業にいる。ロードバイクが趣味で、「マメイチ」と呼ばれる島一周のサイクリングを好んでおり、寒霞渓の山頂まで自転車で登るためヒルクライムの特訓に励んでいる。
2回登場しており、2回目は趣味のロードバイクを駆るサイクリストとしての服装で登場している。
小倉みはぎ（こくら みはぎ）
〔北九州高速鉄道小倉線（北九州モノレール）小倉駅と、香春口三萩野駅から〕
北九州高速鉄道所属、業務部運転課乗務員（運転士）。1月9日生まれ・山羊座。
子供の頃から北九州モノレールの沿線で育ち、持ち前の前向きかつ活発な性格で入社して運転士になる夢を叶え、自社のスローガンである「安全・正確・快適」を強く意識しながら業務に当たっている。モノレールをはじめ鉄道全般が好きであり、他社の列車への興味も強く、様々な列車を見るため鉄道とレンタサイクルを活用した散策を始めたことをきっかけにサイクリングに夢中になり、他の九州地域の鉄道事業者のサイクリング仲間と一緒に走ることもある。好物はうどんであり、小倉発祥の肉うどんやかしわうどん、焼うどんの店を食べ歩くことが多い。
2回登場しており、2回目は2024年からの新制服で登場している。
松代うさぎ（まつだい うさぎ）
〔北越急行ほくほく線まつだい駅と、特急列車および超快速列車の愛称「スノーラビット」（「雪うさぎ」の意）から〕
北越急行所属、十日町駅営業係。3月22日生まれ・牡羊座。
地元十日町出身で、高校生時代から身近なほくほく線で通学していたことをきっかけに入社し、沿線の飲食店や観光スポットの紹介ポスターを自作して掲示するなど、地元っ子ならではの気配り上手を活かして利用客と接している。一番好きな季節は冬で、雪や雪まつりの光景など冬の趣を炬燵に入りながら眺めることに癒しを感じており、各地の冬場の温泉巡りも趣味。ウインタースポーツが得意で、中学生時代にスキーの全国大会に出場した経験がある。一方で寒さそのものは大の苦手で、駅業務での雪かきなどは大嫌いとのこと。カップラーメンとおにぎりが好物であり、おにぎりの具は旬のものを日替わりで入れて握ることにこだわっているが、自分では三角に握るのが苦手で、どうしても丸いおにぎりになってしまうのが悩みの種。
美濃ともえ（みの ともえ）
〔養老鉄道養老線美濃本郷駅・美濃青柳駅・美濃高田駅・美濃津屋駅・美濃山崎駅・美濃松山駅と、友江駅から〕
養老鉄道所属、運転士。2月14日生まれ・水瓶座。
地元の大学を卒業後、この土地で生きていきたいという郷土愛の強さから入社し、色とりどりな電車の数々に生来の好奇心を膨らませたことをきっかけに運転士となり、ワンマン運転の責任感を胸に抱きつつ安全運転を心がけている。幼少期から様々なスポーツを嗜んでおり、大学時代に池田山で体験したパラグライダー飛行の爽快感にはまったことから、将来的に免許の取得を計画している。桑名へ遊びに行って遊園地の絶叫マシンやハマグリ料理を楽しむことが多いほか、養老町ではスポーツやアクティビティを堪能した後に養老焼肉街道で食べまくるという食いしん坊な一面を持つ。
早見だいや（はやみ だいや）
〔時刻表が列車運転時刻の「早見表」であることと、列車の運行時刻を指す「ダイヤ」から〕
交通新聞社所属、時刻表編集部員。5月1日生まれ・牡牛座。
列車運行の計画を立てるスジ屋を祖父に持ち、彼から受けてきた英才教育の賜物として、時刻表を指の感覚だけで引くことのできる特技を持っており、先輩からもその腕前を驚かれているものの、自分自身では当然のことのように思っている。編集業務と並行して、鉄道各社への取材も担当しており、自身が元気で話好きな性格なのもあって、出張先での各社の担当者との出会いも楽しみのひとつとしている。全国のお土産やご当地グルメ目当ての列車旅が趣味で、「デジタルJR時刻表Lite」と「コンパス時刻表」の二刀流で旅に臨んでおり、旅先で見つけたお気に入りの要素を時刻表巻頭特集のネタとして提案することもある。業務の際には、青とピンクのラインが特徴のオーダースーツを自身の“制服”として着用している。
大矢知みさと（おおやち みさと）
〔三岐鉄道三岐線大矢知駅と、三里駅から〕
三岐鉄道所属、三岐線駅務掛。3月25日生まれ・牡羊座。
楚原れんげの後輩。思春期の頃は自身の高身長へのコンプレックスから引っ込み思案であったが、電気機関車の重連で三岐線を走るセメント列車の力強さに圧倒されると共に憧れが芽生え、その勇姿に自身を重ね合わせたことでコンプレックスも長所となり得ることに気づいてからは、持ち前の優れた身体能力を活かしたスポーツを好むようになった。ただ、温和で心優しい性格のため、他人と競い合う競技が苦手であることから個人技に転向しており、中でもクライミングや登山に夢中で、休暇中は藤原岳をはじめとする鈴鹿セブンマウンテンへの登山を楽しんでいる。自分の人生を変えるきっかけになった三岐線で働くために入社し、東藤原駅の駅務掛に就任した後、北勢線の運転士を務める先輩と出会い、自分とは対照的に小柄な体でパワフルな働きを見せる先輩に憧れを抱いている。自社と同じく貨物輸送を行なっている他社に勤務している従姉妹がおり、蒸気機関車が好きだという彼女の夢を応援している。
小松ななこ（こまつ ななこ）
〔遠州鉄道鉄道線遠州小松駅と、同線の電化方式である直流750 V 架空電車線方式の「750」から〕
遠州鉄道所属、車掌。11月21日生まれ・蠍座。
物心ついた頃から静岡県浜松市内の子供向けミュージックスクールに通っていたため、音楽に身近に触れてきた経験が長く、現在夢中になっているサックスの演奏を地元のアマチュアフェスなどで披露することもある。教室や演奏会場へ行くために遠州鉄道鉄道線を利用しており、赤電に対しては走行音のリズムや新浜松駅の発車メロディーなど、音楽的感性という面からも好感を抱いていたことが、遠州鉄道への就職の志望動機のひとつであった。人生で一番大事なのはリズム感であるという信念を持っており、職務でもリズムのよさを心掛けながら、利用客の快適な乗車を支えるために優しくサポートできる車掌になることを目指している。同じグループ会社に勤めている旧友がおり、休日には浜名湖へと遊びに行きがてら、共に浜松餃子に舌鼓を打つなど良好な関係を築いている。

### etc
2011年12月からトミーテックの鉄道むすめ広報担当として、鉄道むすめオリジナルキャラクターの「立石あやめ」、2021年11月から鉄道むすめ広報担当見習いの「立石あおば」が登場した。なお、あおばとかえでは、鉄道むすめのキャラクターとしてはカウントされない扱いとなっている。
立石あやめ（たていし あやめ）
声 - 大久保瑠美
〔トミーテック東京オフィス所在地の東京都葛飾区「立石」と、葛飾区の花であるハナショウブの別称「あやめ」から〕
トミーテック所属、営業部広報担当（鉄道むすめ広報担当）。12月22日生まれ・山羊座。
トミーテック事務所がある東京都葛飾区出身。三姉妹の次女であり、かえでの妹、あおばの姉。生粋の下町っ子であり、元気で明るい性格。鉄道模型ブランドTOMIXをはじめとするトミーテックの情報を人々に届ける自分の仕事を強く気に入っている。普段は努力家でしっかり者であり、社内のムードメーカーだが、姉の前では甘えん坊な一面も見せる。妹から広報の仕事の手伝いをしてもらうようになったため大いに助かっているものの、日々仕掛けてくるいたずらに手を焼いてもいる。
的場まりな
詳細は下記を参照。
栗橋あかな
詳細は下記を参照。
駅乃みちか（えきの みちか）
東京メトロ所属、サービスマネージャー。
東京メトロの公式キャラクターであり、2017年2月から開催されていた『鉄道むすめ』のスタンプラリー企画にゲストとして参加したことに伴い、伊能津が描き下ろしたイラストで登場している。
キャラクターの詳細についてはリンク先を参照。
立石あおば（たていし あおば）
〔トミーテック東京オフィスの最寄り駅である京成押上線京成立石駅と、かつて東北地方で運行されていた列車名「あおば」から〕
トミーテック所属、『鉄道むすめ』広報担当見習い・特別社員。3月19日生まれ・魚座。
三姉妹の三女であり、かえでとあやめの妹。あやめの活躍に憧れて『鉄道むすめ』に興味を持ち、タブレット端末を使いながら『鉄道むすめ』に関する勉強や鉄道情報の収集に夢中になっている。いつも元気かつおてんばな性格で、いたずら好きな一面もあり、姉たちを慕いながらもついいたずらをして怒られることもある。小さい頃からおもちゃが好きで、最近はかえでの影響で鉄道模型を気に入っており、模型からプラモデルまで幅広い趣味を持っている。ひとりで鉄道に乗ることが好きだが、しばしば迷子になることもある方向音痴。ヒーローになりきったポーズをよく取るなどヒーローファンでもあり、駅で困っていた際に助けてくれた鉄道警察隊の女性警官を身近なヒーローとして慕っている。あやめのお手伝い役として、2021年11月11日から『鉄道むすめ』の情報を案内する活動を行なっている。
立石かえで（たていし かえで）
〔トミーテック東京オフィス所在地の東京都葛飾区「立石」と、国鉄（現・JR北海道）夕張線登川支線楓駅から〕
トミーテック所属、トミックスショールーム東京案内係。9月17日生まれ・乙女座。
三姉妹の長女であり、あやめとあおばの姉。鉄道模型ブランドTOMIXのショールーム「トミックスショールーム東京（旧・トミックスワールド大宮）」の案内係を務めており、同ショールームの最新情報を配信している。仕事をそつなくこなす一方で、趣味に正直な一面もあり、休日には大学時代から嗜んでいる鉄道模型の工作に明け暮れている。鉄道の実車にも興味を持ち始めており、最近は鉄道沿線で一眼レフカメラを用いて撮影活動を行なっていることもある。

## メディアミックス作品の登場人物

### 『がんばれ!鉄道むすめ』の登場人物

#### 月刊ノマド
『がんばれ!鉄道むすめ』『がんばれ!鉄道むすめ 奮闘編』に登場する、架空のアウトドアホビー雑誌。キャッチコピーは「さすらう男のホビーマガジン」。毎月28日に翌々月号が発売される。鉄道で働く女性を取材する「全国レールクィーン倶楽部」を企画した。以下の編集部スタッフが登場する。
赤木則夫（あかぎ のりお）
声 - 中川慶一
24歳。『月刊ノマド』の「全国レールクィーン倶楽部」担当となった編集者。通称「ノリ」。みなみを取材したとき、関係のない質問をしたり、業務を妨害したり、場をわきまえない発言をした結果、彼女を泣かせてしまう。その後、北千住駅のホームで懸命に働くみなみの姿を目にしたことで、鉄道関係者に対する考えを改め、鉄道現場で働く女性達の姿を真剣に取材するため、鳥山と共に日本中を旅して回ることとなる。仕事熱心な反面流されやすい性格で、取材対象とのロマンスを密かに夢見ているが、なかなか思うようにいかずにいる。
鳥山快児（とりやま かいじ）
声 - 三宅健太
30代。赤木に付き添う大柄なフリーカメラマン。通称「トリ」。既婚者。編集長の大学の後輩。
編集長
本名は不明。「全国レールクィーン倶楽部」を企画して、段取りを全てまとめている。オフィス内でも取材企画に関連する格好を身につけている。

#### 乗客・職員など
『がんばれ!鉄道むすめ』『がんばれ!鉄道むすめ 奮闘編』に登場する乗客や職員、家族について記載する。
春日部駅の駅員
声 - 宮坂俊蔵
みなみの回想シーンに登場する。当時6歳だった彼女がホームから転落した際、列車を止めて救助した。現在でも駅で勤務しているのか否かは不明である。
クミ
あさぎ編に登場した女の子。旅行の前日、両親の夫婦ゲンカが元で落ち込んでいたが、あさぎのおかげで元気を取り戻した。
相田
あさぎ編に登場する。あさぎの後輩のアテンダント。
2人の不良若者
みゆき編に登場した不良若者。初登場時は注意を無視するといった行為をしたが、後半ではしぶしぶながらも彼女に従った。
くらながたくみ
『奮闘編』に登場する。母親に合うために電車に乗っていたが、あることが原因で泣いていたところをあいこやちとせになだめられる。
みゆきの父
彼女の実家でもあるお好み焼き屋を経営している。口数は少ないがびしっと言うタイプ。
みゆきの母
夫と同じく店のお好み焼き屋を経営している。仕事がうまくいかず落ち込むみゆきを励ました。
ありすの祖母
観光案内所で潜り漁を実践している。現役の海女。
栗橋あかな（くりはし あかな）
〔東武日光線南栗橋駅と、かつて運行されていた日光線系統の急行「あかなぎ」から〕
東武トップツアーズ（元・東武商事）所属、スペーシア X GOEN CAFÉスタッフ（元・スペーシア車内販売員）。8月26日生まれ・乙女座。
みなみの従姉妹であり、しあの同僚。みなみと容姿がよく似ており、互いの仲も良好で、周囲からは「元気なそっくりさん」と言われている。同僚と共にスペーシアの車内販売員から、スペーシア Xのカフェカウンター「GOEN CAFÉ SPACIA X」の従業員に転籍した。鉄道の乗車と旅行が趣味の従姉妹と行動を共にするうちに、自身も鉄道全般に詳しくなり、出かけられない日には鉄道模型を嗜んでいる。かわいいキャラクターが好きな従姉妹の影響で、旅先で見つけたマスコットやぬいぐるみを収集しており、自身の部屋は従姉妹以上の数のキャラクターグッズで埋まっているとのこと。暗算はやや苦手で、業務時は計算機に頼っており、暗算が得意な同僚に尊敬の念を抱いている。
『奮闘編』では、スペーシアで移動中の赤木が北千住駅でみなみを見かけた後に車内販売であかなを目にして、瞬間移動でもしたのかと驚いている描写がある。
東武商事が販売した限定版フィギュアとして初登場。みなみと同じく、埼玉県久喜市商工会栗橋支所の「栗橋みなみ実行委員会」のイメージキャラクターとして、地域活性化活動で活躍している。

### 『鉄道むすめ〜Terminal Memory〜』の登場人物
的場まりな（まとば まりな）
〔広島電鉄本線・皆実線的場町電停と、本線稲荷町電停の逆読みから〕
広島電鉄所属、運転士（指導操縦者）。4月10日生まれ・牡羊座。
みゆきの先輩。仕事に対して厳格な姿勢を貫くベテランで、多くの後輩の指導に当たっている。利用客への気配りを大事にしており、些細な気持ちも見逃すことがない。みゆきからは「鬼軍曹」と恐れられながらも尊敬されている。みゆきの実家が経営するお好み焼き屋の常連客でもある。
キャラクターの名前はステーションポスターvol.5で設定された。

### ドラマCDの登場人物
片瀬さつき（かたせ さつき）
声 - 松岡由貴
あさぎの同僚。

### 『鉄道むすめDS』の登場人物
主人公
高富出版『タビィーク』の新人カメラマン。カメラは幼少からの趣味。大学の先輩であるまゆりに誘われて高富出版に入社し、企画「はたらく鉄道むすめ」を通じて「高富ベストカメラマン賞」を目指してゆく。
釜石まゆり（かまいし まゆり）
声 - 滝田樹里
高富出版『タビィーク』編集長。敏腕・美人で知られる眼鏡っ娘。妹に編集アシスタントのまながいる。趣味は酒を飲むこと。年齢は2x歳（にじゅうちょめちょめさい）。
釜石まな
主人公のアシスタント。詳細は上記を参照。
伊集院撮鉄（いじゅういん とりてつ）
高富出版で働く、主人公と「高富ベストカメラマン賞」を争うライバル。相当な女好きで、主人公の取材先に現れることがある。また、コミカルな高笑いを見せることがある。自信がなくなることがあると、「自分は世界一の写真を撮るカメラマン」だと自分に言い聞かせている。

### 『ドラマ 鉄道むすめ』の登場人物

#### 中山ゆかり編
新城清治（しんじょう せいじ）
演 - 岡田謙
成田空港駅駅長。
岩永静子（いわなが しずこ）
演 - 広澤草
ゆかりの同僚の成田空港駅駅員。ゆかりを「中山」と呼んでいる。
木村美奈代（きむら みなよ）
演 - 小此木麻里
成田空港駅の見習い駅員。ゆかりを「ゆかり先輩」と呼んでいる。
成田亭麒麟（なりたてい きりん）
演 - 三遊亭鳳楽
落語界の大御所で、ニューヨーク公演に旅立つため成田空港駅へ来たが、駅で会った外国人に「成りたての落語家」と馬鹿にされて公演を拒否し、駅長室へ迷子として逃げ込む。その後笑わないゆかりを何としてでも笑わせようと躍起になった後、ニューヨークへ発った。
成田亭小鳩（なりたてい こばと）
演 - 石川伸一郎
麒麟の弟子。師の無茶に振り回されている。

#### 川口みその編
安倍靖之（あべ やすゆき）
演 - 中村まこと
埼玉高速鉄道の運転士教官。みそのを運転士研修に推薦した人物であり、彼女に対しては特に厳しく指導する。
飯塚正弘（いいづか まさひろ）
演 - 西泰平
埼玉高速鉄道の運転士研修生。黒縁の眼鏡を着用している。
森本哲夫（もりもと てつお）
演 - 原田琢磨
埼玉高速鉄道の運転士研修生。理系。

#### 大月みーな編
榊（さかき）
演 - おかやまはじめ
富士急行の運転士。純のことで悩むみーなを諭している。離婚経験者。
中村（なかむら）
演 - 武岡淳一
河口湖駅の駅長。
鳥越純（とりごえ じゅん）
演 - 小杉彩人
難病を抱え入退院を繰り返している、電車が好きな少年。心臓バイパス手術を前に迷っており、「電車の運転ができたら手術を受ける」と決めている。
鳥越恵理子（とりごえ えりこ）
演 - おぐちえりこ
純の母。純に電車を運転させてもらえるようみーなに頼む。

#### 外川つくし編
今藤清美（こんどう きよみ）
演 - 藤崎ルキノ
政人との結婚式を控えていたが、結婚に不安を覚え、政人の気持ちを確かめるための置き手紙を残して、政人がプロポーズをした犬吠へやってきた。高所恐怖症。
西岡政人（にしおか まさと）
演 - 松尾政寿
清美の婚約者。

#### 羽田あいる編
有馬里美（ありま さとみ）
演 - 安藤沙耶香
天空橋駅の駅員で、あいるの先輩。案内業務に失敗し、利用客の心象を悪化させて落ち込むあいるを事務室に呼び、「制服に誇りを持て」と叱咤激励する。就職前のあいるが出会った駅員でもある。あいるを「羽田」と苗字で呼ぶ。
曽我涼子（そが りょうこ）
演 - 折井あゆみ
天空橋駅の駅員で、あいるの先輩。業務終了後の蕎麦屋で里美と酒を飲んでいるときの言葉遣いから、里美の後輩であることが分かる。あいるに対しては、里美とは対照的に「あいる」と名前で呼んでいる。
佐伯賢造（さえき けんぞう）
演 - 仙波和之
ジャズバンドに所属し、アルトサックスの奏者を務めていた男性。天空橋駅にやって来た当初は、吉祥寺で行うライブ会場に向かうと話していたが、実は過去に自分が捨てた息子に会うことが真の目的であった。結局、息子とは電話で会話しただけで、実際に会うことはなかった。

#### 八木沢まい編
芝原幸恵（しばはら ゆきえ）
演 - 坂井寿美江
別所温泉駅に降り立った女性。「まるい田んぼ=電車から見た田の風景」を探しに来た。50年前、亡き夫との新婚旅行で別所温泉を訪れ、八木沢旅館に宿泊したことがある。
芝原利一（しばはら としかず）
演 - KONTA
幸恵の息子。電話でまいに「仕事が終わってから（幸恵を）迎えに行くので、8時過ぎまで預かって欲しい」と告げ、一方的に電話を切ってしまう。別の日、再び駅に現れた母親を迎えに行き、まいから丸い田んぼについての説明を受けた後、2人で電車に乗って母親に丸い田んぼを見せた後、自宅へ連れ帰った。
八木沢達也（やぎさわ たつや）
演 - 田中俊
まいの兄で、八木沢旅館の三代目。妹からの電話を受け、2人分の弁当を作って妹に渡した。

#### 橘らいか編
メグミ
演 - 林未紀
馬庭駅でらいかが出会った少女。彼女がまだ幼い頃に、母が自分を置き去りにして電車で大楽毛駅へ行ってしまったことがトラウマとなり、電車が嫌いだと話していた。
水野（みずの）
演 - 本間剛
らいかが所属する部の顧問で、自身も鉄道マニア。部室内には木村裕子のポスターやらいかのフィギュアがある。
春美（はるみ）
演 - まんねんよしこ
メグミの母親。メグミはらいかに「母はわたしを捨てた」と話していたが、春美は大楽毛に行った後も娘のことを忘れず、その娘を引き取るために大楽毛から出てきた。しかし、メグミは既に病死しており、らいかが馬庭駅のホームで春美の姿を見かけたのも、娘の1周忌に合わせて戻って来たためである。
カズオ
演 - 阿南健治
馬庭駅の駅員。らいかにメグミの真相を話した。